# ネプリーグのクイズ・企画一覧
ネプリーグのクイズ・企画一覧では、フジテレビで放送されている『ネプリーグ』のクイズ・企画などを記述する。なお、深夜時代の企画については『ネプリーグ (深夜時代)』を参照。

## 基本ルール
共通
5 - 10名が組んだ複数のチームが様々なクイズで得点を取り合い、最終ステージまでの合計得点が高いチームがボーナスステージ「トロッコアドベンチャー」に挑戦する。最終ステージ終了時点で同点の場合は、サドンデスとして最終ステージを両チーム1問ずつ行い決着をつけるが、それでも同点だった場合は引き分けとなり、両チームの代表が協力してボーナスステージに挑戦する。

2チーム制ルール
初期はネプチューンの3人とゲスト数名によって構成された「ネプチューンチーム」と、ある共通点をもった芸能人などのチームに分かれての対戦で行われていた。現在はネプチューンと林修が2つのチームに分かれ、それぞれゲスト数名を加えての対戦が主流となっている。

3 - 4チーム制ルール
名倉潤、堀内健、原田泰造をそれぞれキャプテンとする3チームによる三つ巴戦。稀にネプチューン2人が同じチームになる場合や、3人全員が同じチームになる場合もある。また、4チームでの対戦が行われることもあり、その場合のキャプテンはゲストもしくは林が務める。
3チーム以上が参戦する回では途中で足切りが発生する場合もあり、決勝に進めるのはそれまでの得点上位2チームのみとなる。また、この場合ステージが変わるたびにそれまでの得点はリセットされる。足切り制でボーダーライン上に複数チームが並んだ場合はそのステージでの脱落は無く、次のステージに持ち越される。

新型コロナ拡大期ルール
新型コロナウイルスによる影響で、2020年5月25日・6月15日・6月22日放送分では各ステージごとに2 - 3人が出場する形式となった。5月25日放送分では各ステージごとに異なるゲストがネプチューンの2 - 3人と対戦。6月15日・6月22日放送分はネプチューン3人とゲスト4 - 5人に分かれての対戦となり、勝利したチームは「フライングアドベンチャー」に挑戦した。

## ファイブリーグ
深夜時代の2004年2月4日放送分から登場しているステージ。正解が5文字になる問題が出題され、1枠の人であれば1文字目、2枠の人であれば2文字目というように1人一文字ずつ答える。ひらがな・漢字かな混じり・アルファベットなど、答える文字種は問題によって指示される場合もある。
解答後、全員の解答をオープンし、完成した答えを天の声が読み上げて判定する。1人でも間違っていたら不正解となる。この時、文字が不明瞭だった場合はその部分を濁し、読みは同じだが漢字などが違う場合はその旨を告げる。
1問正解で10ポイント獲得。1ラウンドにつき最高5問挑戦することができ、5問連続正解すればボーナス50万円獲得（現在は20ポイント）。不正解の時点でそのラウンドは即終了となる。2005年を最後に5問連続正解したチームはいない（不正解になるまで問題数無制限形式・ハイパーファイブリーグを除く）。
2005年4月のゴールデン放送開始から2005年6月6日の放送まではオープニング問題としてネプチューンチームが番組開始を煽るような問題（答えが「START」や「37364（ミンナ見ろよ）」になる）に解答していた。
ゴールデン放送開始当初は3ラウンド制だったが、ブレインタワー登場後は2ラウンド制となった。
2013年5月27日放送分から、「1チーム1ラウンドのみ、不正解になるまで問題数無制限」という形式が登場した。この場合は5問連続正解ボーナスは無い。従来の2ラウンド制とどちらで行われるかは回により異なる。

### ハイパーファイブリーグ
時期によってルールが大きく異なる。
初代ルール
2012年2月20日放送分「ネプリーグGP」の「ハイパーリーグ」で初登場し、レギュラー放送では同年6月18日放送分から登場。1つの問題に2チームが同時に挑戦し、双方正解の場合は続行、どちらか1チームが間違えた時点で相手チームに10ポイント加算、双方が同時に間違えた場合は引き分けとなりどちらにも得点は入らない。2回戦または3回戦実施（回によって異なる）。この方式では5問正解ボーナスは発生しない。
SPなどでは3チーム同時対戦が行われることもあり、この場合は不正解のチームが出た時点でその時に正解したチーム全てが10ポイントを得る。

2代目ルール
2014年2月10日放送分から登場。30秒以内に5文字の答えを完成させる。正解・不正解問わず各チーム規定セット（3 - 5問）を行う。
途中「スペシャルステージ」として、1文字穴埋め形式の問題が出題される。指名された人が1問を5秒で解答、正解ならば次の問題（別の人に解答権が移る）に移り、全員正解なら10ポイント獲得、間違えたらその時点で終了となる。
2016年8月1日放送分ではボーナスステージとして、同じく1文字穴埋め形式の問題を5人全員が10秒以内で解答し、これを3問続けるというスタイルの問題があった。こちらも3問連続正解出来れば10ポイント獲得、間違えたらその時点で終了となる。
2014年8月11日放送分は3チーム同時、2014年9月29日放送分は2チーム同時対戦となり、上記の初代ルールとミックスした形で行った。

ハイパーファイブリーグ+（プラス）
2019年5月27日放送分から登場。正解が6文字以上になる問題が出題される。1ラウンドにつき最高5問挑戦でき、1問正解につき10ポイント獲得。「ハイパーファイブリーグ（2代目前期）」とは異なり解答制限時間無制限で、1人でも間違えたらそのラウンドは即終了という通常の「ファイブリーグ」に準じたルールとなる。

3代目ルール
2019年10月7日放送分から登場。1ラウンドにつき最高5問挑戦でき、1問正解につき10ポイント獲得。解答制限時間無制限で、1人でも間違えたらそのラウンドは即終了という、かつての「ファイブリーグ」に準じたルールとなっている。

### その他の派生形式（ファイブリーグ）
ファイブリーグアイドル
エンタリーグで登場。エンタメに関する5文字クイズが出題される。

ファイブリーグトレンディ
身のまわリーグで登場。トレンディ関連に関する5文字クイズが出題される。

ファイブリーググルメ
グルメリーグで登場。グルメ関連に関する5文字クイズが出題される。

新・広辞苑ファイブリーグ
2018年2月12日放送分で登場。『広辞苑・第七版』に載っている新語が出題される。

テンリーグ
2020年2月10日放送分から登場。正解が10文字になる問題が出題され、10人で答える。

ファイブリーグミュージック
音楽SPで登場。音楽に関する5文字クイズが出題される。

ファイブリーグバトル
2025年5月19日放送分から登場。ルールは通常のファイブリーグと同じだが、正解数で得点を競い、間違えてもノンストップで5問出題され1問ごとに解答者を途中交代する事ができる。

## ファイブツアーズ
2005年2月15日放送分から登場。解答者は「操縦士」や「ドライバー」として解答席に立ち、手元のタッチパネルで解答を入力する。ボタンを押して決定することで初めて解答が認められるため、答えを入力したまま決定ボタンを押し忘れることもある。消去ボタンを押すことで入力した内容を消して打ち直すこともできる。1問ごとに制限時間があり、時間の許す限り何度でも答え直せるが、時間切れになるとマシンがダメージを受けて脱落となり、次の人に解答権が移り同じ問題に挑戦する。全問正解するか5人全員が脱落するまで続き、1問正解するごとに10ポイント獲得できる。
2007年までは「読み」、2008年からは「読み」か「書き」のいずれかで統一されていたが、2014年12月8日放送分からは読み問題と書き問題が混合で出題されるようになった。SPでは複数同時に行われることもあり、その際やマシンの都合によっては別の種目の乗り物が代用される場合がある。
地名・人名・歴史的建造物など、問題によっては写真が併記されることがある。
読み
出題されている漢字の読みを、手元にあるタッチパネルで正確に入力して解答する。問題に送り仮名が含まれる場合は、送り仮名も入力すると不正解となる。

書き
出題される赤いカタカナの言葉（振り仮名や読み仮名など）を、手元のタッチパネルに漢字で正確に書いて解答する。書き順の正誤や、止め・はね・はらいなど細かい部分は問われないが、丁寧に書かれていないと認められない場合もある。

ボーナスチャンス / ボーナスミッション
2013年4月1日のSPから登場。主にレベル1 - 2の最後に「ボーナスチャンス」が発生し、正解すると「ボーナスミッション」に突入。「指定されたものを数種類答える」「二字熟語のクロスワードや対義語を完成させる」など特殊な問題が出題され、30秒以内に正解できればボーナスとして10ポイントを獲得できる。ただし、ボーナスチャンスで1人目が失敗した場合は通常問題に変わり、交代したメンバーがその問題に正解してもボーナスミッションには入らない。

### 形式
放送時期により、ステージの名称や出題される問題などが異なっている。
ファイブツアーズジェット
「読み」の問題のみが出題される。ジェットにちなんで解答席は「操縦席」、解答者は「操縦士」となり、乗り物も宇宙船等を模している。

ファイブツアーズバギー
2008年1月3日のスペシャルで初登場。「書き」の問題のみが出題される。バギーにちなんで解答席は「運転席」、解答者は「ドライバー」となる。

ハイパーツアーズジェット
2009年12月21日放送のスペシャルで初登場。難読漢字のみが出題される。
初登場時は5人で30問正解すれば100万円を獲得できるルールだったが、2011年2月7日放送分からは全15問に短縮され、賞金も廃止された。2012年12月3日放送のレギュラー放送では、通常と同様の全10問で行われた。レベルで表記される場合はその数値が「2 - 4」と、通常版から1ずつ上がったものになっていた。
2022年8月8日放送分で、後述の「林先生の漢字テストツアーズ」以降の読み書き混合形式を引き継ぐ形で復活。レベルの表記は「レベル1 - 3」になっている。

ハイパーツアーズイングリッシュ
2011年2月7日放送「ネプリーグGP」の「インテリーグ」で登場。前述の「ハイパーツアーズジェット」とは別に行われた。
「ジェット」のルールで行われ、出題された日本語を英単語に訳していく。全15問。

受験ツアーズバギー
2013年6月24日放送分で初登場（ファイブツアーズバギー名義もある）。ルールは通常のファイブツアーズバギーと同じだが、問題がすべて中学・高校・大学の有名難関校の過去に出題された入試問題（大学の場合は学部も表示される）から出題されるが一部アレンジ問題が含まれている。入試問題は林修がレギュラーとなった同年春から出題されていたが、正式にコーナー名がついて2014年8月25日まで行われていた。

林先生の漢字テストバギー
2014年4月14日のスペシャルから2014年11月24日まで登場。ルールは通常のファイブツアーズバギーと同じだが、林修考案の問題が出題され、最終問題では林のキャラクターが登場する。
2014年9月8日放送分からカテゴリー別となり、各レベルの名称も「カテゴリー○」に変更された。出題されるカテゴリーは、その名の通りすぐには書きにくい「書き間違いが多い漢字」、読みが同じ漢字問題が出題される「同音異義語」「同訓異義語」、最近のニュースにちなんだ漢字が出題される「書くなら今でしょ!時事漢字」、「書けて当然!中（小）学校で習う漢字」など。最終問題は、林が「基本的に正解させる気はない」と豪語する「林先生からの最終問題」が出題される。
林自身を含むチームが挑戦する時は、難易度を合わせて番組考案の問題が出題され、最終問題のカテゴリも単に「最終問題」となる。

林先生の漢字テストツアーズ
2014年12月8日のスペシャルから2018年10月1日放送分まで登場。読み問題と書き問題の両方が出題されるようになり、出題時の演出及び入力インターフェイスなどが切り替わる。セットは「ジェット」、テーマは「バギー」のものが使われる。

ファイブツアーズバトル
2018年1月8日のスペシャルから登場。両チーム同時に漢字の書き取り問題（2018年5月7日放送分は一部読み問題）に挑戦する。通常と違い解答途中の状況は表示されず、解答確定後の書き直しもできない。また、読み問題も書き問題のインターフェースで答える。正解であれば続行、不正解であれば脱落。先に5人全員が脱落したチームが敗北となる。勝利チームは20ポイント獲得。問題をすべて消化した場合、両チームが1人でも残っていた場合は引き分けとなり、両チームともに20ポイント獲得。
2020年2月10日放送分、2021年5月24日放送分では「日本語ツアーズバトル」として、書き取り問題・読み問題のほかにボーナスステージとして「パイレーツアタック」の類似問題が出題された。2021年11月22日放送分では「漢字ツアーズバトル」として登場し、漢字の読み書きが問われた。

日本語ツアーズバギー
2018年11月5日放送分から2022年6月27日放送分まで登場。タイトル通りセットが「バギー」のものに戻っている。出題内容は「漢字テストツアーズ」と変わりはないが、林は問題作成に携わっていない。ボーナスステージでは『広辞苑』に新たに追加された語句や、新語・流行語などのカタカナで解答する問題が出されることがあり、漢字だけではなく日本語全般の知識が問われる。カテゴリーや問題数は回によって異なり、すべての問題が書き問題の場合もある。

小学生漢字ツアーズ
2021年11月1日・8日放送分に登場。ルールは基本のファイブツアーズバギーと同じですべてが書き問題。問題はすべて小学校で習う漢字（小学校で習わない読みを含む）から出題されるが、最終問題のみ中学受験で出題された漢字から出題される。

### 演出
『ファイブツアーズ』系のステージには複数の背景があり、進行度によって敵キャラクターやBGMが変わっていく。以下の名称は便宜上のもの。
- 『ジェット』では「宇宙」「海底」「時代」「世界」の4種類、『バギー』系では「洞窟」「小人」「学園」の3種類があり、時期によって登場するものが異なる。
  - 2011年以降の『バギー』系はほぼ「小人」で統一されている。『日本語ツアーズバギー』でも当初は「小人」だったが、2021年11月放送分から「学園」に変更され、2020年からは「洞窟」が登場したこともあった。
  - 2019年9月9日放送分ではフジテレビがホスト局として放送しているバレーボールワールドカップにちなんで、全ステージを通して出題者の柳田将洋と中垣内祐一が実写で登場した（総集編では通常の演出に差し替え）。
- 『ハイパーツアーズジェット』では専用の演出となり、『ジェット』の歴代の敵キャラクターが集結する。基本的に最終問題の敵が登場するが、レベル4（3）のみ「宇宙」のレベル3の敵が現れる。
  - 同ステージの復活後も当初は同様の演出が使われていたが、2023年2月放送分から「世界」に変更され、2023年10月放送分からは「海底」「時代」「宇宙」も復活した。2024年11月4日放送分からは『バギー』などで使用されたものも登場する。
- 『林先生の漢字テスト』系では、林修が所属していないチームが挑戦する際、最終問題の敵キャラクターが林を模したものになる。
  - 『バギー』では「洞窟」が登場した場合、最終問題で『ハイパー』の演出に移行し「小人」の敵キャラクターが現れる。
  - 『ツアーズ』では「学園」のみ登場。2016年6月6日放送分では当時フジテレビで行われていた「宇宙ウィーク」に合わせ、レベル3から宇宙空間に移行し、最終問題では『ハイパー』と同一の演出になった。
- ボーナスミッションの演出は基本的に共通だが、「学園」のみ初期を除いて専用のものに変化する。
- 『バトル』系では昔の日本をイメージした専用のものとなり、脱落時は忍者によって車から降ろされる[注 9]。序盤戦は城下町、中盤戦は城内、終盤戦は金色の天守閣が舞台。ボーナスでは殿様が登場し、決着時は天守からの眺めとともに「あっぱれ」と表示される。

### 派生ステージ（ファイブツアーズ）
トラップハウス
2008年9月22日放送の特番にて初登場。その後2009年4月13日放送分までSP回限定で行われていたが、2009年5月25日放送分で初めてレギュラー放送で実施された。
単語の文字の中に1文字だけ間違いが含まれており、どの文字かを見つけて正しい文字に書き直す。稀に間違いのない問題も出るが、その場合は訂正せずに決定ボタンだけを押せばよい（ノーチェンジ）。最終問題は必ず2文字を訂正し、かつ両方正解する必要がある。「ジェット」系や「バギー」系とは異なり、1回間違えると即脱落となる。
漢字やひらがな、カタカナはもちろん、数字や英文字も含まれる。したがって出題範囲は、漢字の熟語や英単語から、年号・元素記号までさまざま。
家に入り込んだテントウムシという設定であり、解答席もテントウムシ型である。建物内という設定上、背景に大きな変化はなく、レベルによって扉の色や松明の形が異なる程度。問題を出すキャラクターは登場せず、部屋の行く手をふさぐ扉に問題が書かれている演出となっている。
このステージが行われたのは2013年4月29日放送分が最後だが、後に「林先生の漢字テストツアーズ」「ハイパーツアーズジェット」のボーナス問題や「日本語ツアーズバギー」のカテゴリーで同様の問題が出題された。「トラップハウス」とは違い、時間内であれば間違えても何度でも書き直すことができ、間違いはすべて1つ。

ハイパートラップハウス
2012年3月26日放送「ネプリーグハイパー」で登場。全問が「2カ所訂正問題」で構成されており、その他のルールやステージ構成は通常と同じ。1文字のみ正解して脱落となった場合は、その箇所のみ正解が表示される。

トラベルイングリッシュ
2024年1月15日放送分から登場。ジェットに乗り、海外旅行などで使える英語を出題。ファイブツアーズと同じく、誤答しても時間内であれば答え直し可能。
レベルは5段階に分かれており、レベル1とレベル3は日本語訳の赤い部分を英文に合うように英訳して答える問題2問とリスニング問題1問が出題され、1問正解で10ポイント。レベル2とレベル4は提示されたシチュエーションをうまく英語で表現する問題1問が出題され、うまく表現できていれば20ポイント、不十分だがニュアンスで伝わると判断されれば10ポイント獲得できる。
このステージでは進行や問題出題を伊藤ではなく、マイケル富岡が担当する。

私はロボットではありませんクルーズ
2025年7月7日放送分から登場。ジェットに乗り、ロボットではないか認証するCAPTCHAシステムの要領で正解がある範囲を選択する問題を出題。問題は正解を1つ選択するパターンと全て選択するパターンを織り交ぜて出題される正解すれば10ポイント、不正解なら持っているライフを一つ失い、既定ライフを全て失った段階で終了となる。合計10問あり、最大で100ポイント。。なお、正解不正解に関わらず1回解答するごとにプレイヤーは交代する。

## ファイブボンバー
答えが5つ以上ある問題を1枠の解答者から順に答えていく。5人全員が正解できればクリアとなり、「CLEARED」のテロップが出る。得点は1つ正解ごとに10ポイント。パスはできず、正解するまで次の解答者に解答権を渡せないが、時間内なら何度でも解答できる。制限時間は30秒で、残り時間が5秒を切ると警告音とカウントダウンが出るとともに、爆弾が徐々に大きくなっていく。時間切れになると背景奥の大型爆弾が爆発し「GAME OVER」。回数は1チームにつき1～3問（回によって異なる）。パイプの色は1枠から青、緑、黄、橙、赤。
挑戦時にはここまでの合計点数が少ないチーム順に挑戦する。そのため、2番目以降に挑戦するチームは残る問題を全問正解しても相手チームに追いつけなくなった時点で打ち切られ敗退が決定する。また、最後に挑戦するチームは現時点の1位の得点を上回った時点（勝利確定）で終了し（この場合、テロップは「CLEARED」ではなく赤字（初期は金色でCLEAREDと同じ書体）で「WIN」と表示される）、レギュラー放送の場合はボーナスステージ、スペシャル放送の場合は決勝ステージ（現在は通常版、もしくはハイパー版ボーナスステージ）への進出となる。
ルールや回数によっては他のステージよりも獲得できる得点が多く、大差からの大逆転も起こりうる。
また、同点となった場合はサドンデスとして両チーム1問ずつ挑戦。正解数に差がついた時点で決着となるが、両チームがパーフェクトを出す等で、決着せずに引き分けとなる。
出題前なら順番の席替えも可。先に答えるメンバーは、残りのメンバーが答えやすいように敢えて難しいものを選ぶのがセオリーだが、そもそも答えられないと次の人に解答権を渡せないため、的確な判断力が求められる責任重大な役となる。
また、問題の中には「5つのうち1つに該当するものを1つずつ答える問題」も用意され、答えそのものは多々あっても1人が答えるごとに正解の選択肢そのものが制限されていく。例えば、「ア・イ・ウ・エ・オではじまる国の名前　1つずつ答えろ」という問題の場合、1人目が「イ」で始まる解答（例:インド）をすると、残りの解答者は「イ」を使えなくなる（例：イタリア）ため、他の選択肢から答えを探す必要がある。もう1つは、『広辞苑に載っている言葉の中で、○○のような◯◯という言葉　5つ答えろ』も用意され、この場合、天の声が出した例題を答えた場合も不正解となるものや、「5×5のパネルの中から単語を探す問題」もあり、この場合、縦・横・斜めでどこからでも読むことができ、何度でも使用可能、ただしL字に曲がって読んではいけない。同音のものを答えた際は、後で答える人が違う方で言ったとしても1コしか正解が認められない(例:「保○」という二字熟語を○コ答えろの問題の場合は、1人がホケンと答えると保健や保険を答えたことになる)。
また、テーマに沿ったそれぞれの物事を答える問題（例：出された5冊の本の著者を答える）もある（登場初期は問題を指定しなくても良かったが、後に①から⑤とナンバリングされるようになり回答前に番号をコールしてから答えるようになった）。当然、この問題では答えが同じになる場合はない。
回によっては「ファイブボンバー」の後に下記の「ハイパーボンバー」を行ったり、問題ごとに「ファイブボンバー」「ハイパーボンバー」「メガボンバー」の順で行う場合もある。

### ハイパーボンバー
2011年2月7日放送「ネプリーグGP」の「インテリーグ」で初登場。答えが10個以上ある問題に挑む。
最初の5つを解答後、パイプが交換されて一旦リフトの高さが揃えられ、5枠から折り返して残りの5個を解答する。そのため、5つ目と6つ目は1人が連続で答えなければならない。制限時間は60秒。
- 2020年9月21日放送分からは書き問題が導入された。書き問題の場合、制限時間が通常より延長され、約100秒程になる。
- 2021年1月4日放送分では6人で回答し、合計12個答える問題が導入された。制限時間は通常と同じく60秒。パイプの色は1枠から青、緑、黄、オレンジ、赤、紫。座席はウルトラボンバーで使用される座席を流用している。
- 2022年7月11日放送分から歌って解答する問題が導入された。

### メガボンバー
2016年4月18日放送のSPで初登場。答えが15個以上ある問題に挑む。最初の10個はハイパーボンバーと同じルールで、60秒以内に10個目を答えると再びパイプが交換されて背景が暗転し、「ボーナスチャンス」に突入する。ボーナスチャンスでは正解した人のパイプが白く光る。また、GAME OVERのテロップが変化している。また、クリア時のテロップは「CLEARED」ではなく、「PERFECT」。ボーナスチャンスでの爆弾の色は現在のファイブボンバーや通常のハイパーボンバーの復路と同じく金色。
ボーナスチャンスではここまでに要した時間に関係なく、30秒以内に11個目から15個目までを解答することになる。テーマに沿ったそれぞれの物事を答える問題では、初めに1番から10番の問題が出題され、ボーナスチャンス突入後に11番から15番の問題が出題される。

### その他の派生形式（ファイブボンバー）
ハイパーファイブボンバー
2009年12月21日放送のSPで登場。ファイブボンバーのバージョンアップ版。答えが10個以上ある過去問題に挑むが、過去に答えた5つは除外されるため、それ以外から5つ答える必要がある。

ファイブボンバーエンタ
2011年2月7日放送の「ネプリーグGP」の「エンタリーグ」で初登場。答えが5つ以上ある芸能問題に挑む。制限時間は通常のボンバーと同じ30秒。

ウルトラボンバー
2018年1月8日放送のSPで初登場。10対10のチーム対抗形式で行われ、一度にチームの10人全員が参加する。パイプの色は、1枠から紫、青、水色、緑、黄緑、黄、オレンジ、赤、真紅、ピンク。最初に答える人はランダムで選ばれ、10枠（画面右端）の正解後は1枠（画面左端）に解答権が移る。

小学生ハイパーボンバー
2021年11月1日・8日放送分で登場。出題される問題すべてが小学校で習うものであったため、他のステージと同様に上記のタイトルに改題された。

ワールドボンバー
2024年7月8日放送分で登場。「ハイパーボンバー」のルールで世界に関する問題が出題される。

平成ボンバー
2025年2月17日放送分で登場。1問目と2問目は「ファイブボンバー」、3問目は「ハイパーボンバー」のルールで平成に関する問題が出題される。

ラリーボンバー / シボリーグ
2019年3月11日「知識王トーナメント」で初登場。答えが複数ある問題をラリー形式で答えていき、最後まで答えられたプレイヤーの勝利となる。前述のファイブボンバーとは違い問題全体の制限時間はなく、それぞれ持ち時間10秒以内で回答しなければならない。
3人での対決では1人脱落しても問題は変わらず、その問題のまま2人で継続。答えが全て出た場合は前例がないため不明。
2020年2月10日放送分では各チーム10人全員、合計20人で行った。両チームともライフを5つ持っており、誤答もしくは時間切れでライフを1つ失う。ライフを全て失うとチーム全員が回答権を失う。まず、一方のチームの1番手が問題に対する解答を1つ答える。正解なら1ポイント獲得。正誤問わず解答権は相手チームの次の回答者へ移動する。これを繰り返し20人全員が回答したら、以降は「フラッシュゾーン」となり早押しとなる。早押しで正解すると2ポイント獲得。フラッシュゾーンは両チームのライフが無くなるまで続く。これまでのシボリーグとは異なり、回答席にモニターが設置されていないため、回答は全て口頭となる。
シボリーグが新ルールで登場してからは、通常放送でも上記のルールで行われるようになった。こちらは両チームともライフを3つ持っており、誤答（解答済み、外道な解答）もしくは時間切れでライフを1つ失い、すべてのライフを失うと終了となる。その他のルールはSP放送と同じ。
2020年5月25日放送では最終ステージとして行われ、1つ答える毎に10ポイント各チーム2人ずつ挑み、全員が脱落するまで行われる。
2020年6月15日放送では「ダブルボンバー」として登場。基本的な仕組みは変わらないが、得点が正解数に比例した物から「最後まで残った人のいるチームに10ポイント」に変更されている。
2020年8月17日放送「ネプハイスクールリーグ」では「ソロボンバー」として決勝ステージにて登場。こちらも基本的な仕組みは変わらないが、ルールは初期のラリーボンバー（シボリーグ）とほぼ同じルールで行われ、先に2勝したチームが優勝というルールで行われた。
2022年8月15日放送の総集編では初期のラリーボンバーのルールで林とQuizKnockが対戦するという形式で行われ、コーナー名は再び「ラリーボンバー」に戻った。
2023年2月6日放送の総集編ではラリーボンバーのルールでシボリーグを林とQuizKnockが対戦するという形式で行われた。この際、QuizKnockは3人脱落で敗北、林修は1回で敗北というハンデが設けられていた。

## ブレインタワー
2007年1月22日放送分で初登場。モニターに映し出された人や物の名前を解答し、10階建てのタワーの頂上を目指す。1問正解で1階分上昇するが、不正解もしくは問題ごとの制限時間内に解答できなかった場合は、スタート地点である1階からやり直しとなる。
解答権は、左端のキャプテンから1人ずつローテーション制となっており、正解なら隣の人に解答権が移動する。不正解及び時間切れの場合は次の問題も同じ人が答える。パスは不可。答えは正式名称でないと不正解になる場合がある。人名を答える場合も、日本人・中国人・韓国人の場合はフルネームで答えなければならない。
制限時間60秒が過ぎるか、屋上到達（10階の問題を正解）で挑戦終了、その時点の階数が記録となる。最も高く昇ったチームが10ポイント獲得。全チームが同じ階で留まった場合は得点の加算無し。ただし、最上階に到達した場合は無条件で得点が入る。
2017年8月21日からは制限時間は90秒に伸び、1つの問題の残り時間が表示されるようになった他、物の名前や人名（「この人のフルネームは?」）に加え建造物名（「この建物の名前は?」）なども出題されるようになった。

### イングリッシュブレインタワー / ハイパーイングリッシュブレインタワー
2009年4月20日放送分で初登場。出題されるものが日本語の単語となっており、それらを英語に訳していく。
2014年4月21日放送のSPで「ハイパーイングリッシュブレインタワー」が初登場し、後にこちらのみが行われるようになった。後述の「イングリッシュブレインタワーゴールド」が元になっており、途中でゴールド問題に相当するものとして「質問を聞き取って英語で答える」「英文を正しく穴埋めする」などの問題が途中で挟まれる。2022年9月26日放送分からは通常の「ブレインタワー」と同様の10階建てとなっている（制限時間は20階建て仕様から変更なし）。

### その他の派生形式（ブレインタワー）
ブレインタワーブックス
2011年1月10日放送分で初登場。雑誌・漫画など本のタイトル名を解答。制限時間70秒。

ブレインタワーゴールド
2012年2月20日放送「ネプリーグGP」の「ハイパーリーグ」で初登場。基本ルールはブレインタワーと同じだが、通常の10階建てから20階に上昇し、制限時間も90秒以上に増加。また、途中で扉が金色になるゴールド問題が挟まり、正解すれば一気に3階上昇する。
2020年5月25日放送分からはゴールド問題が登場しない形式が登場。計算問題や物の数を数える問題も新登場し、これまでよりも難易度が上昇している。
最も高く昇ったチームが10ポイント獲得。11階からは軌道エレベーターとなり、ゴールに到達すればさらに10ポイント加算される。

ブレインタワーブックスゴールド
2012年3月26日放送の「ネプリーグハイパー」で登場。「ブレインタワーブックス」と「ブレインタワーゴールド」を合わせたルールで行う。

ブレインタワーキャラクターズ
エンタリーグで登場。作品や企業のマスコットキャラクターなどのキャラクター名を解答する。

ブレインタワーミュージック
2011年5月23日放送分で初登場。流れている曲のタイトル名を解答する。制限時間は80秒。
2021年11月29日放送分以降は、制限時間は60秒に短縮されたが、曲を聞き終わってから5秒以内に解答するルールに変更され、曲が流れている間はタイマーがカウントされなくなった。2022年2月7日放送分では制限時間が70秒、解答時間が約6秒に変更された。2022年7月11日放送分では90秒に延長された。
2024年5月13日放送分では。流れている曲を歌っている歌手またはグループ名を解答する形式となった。

おみやげブレインタワー
グルメリーグで登場。各地のおみやげの商品名を解答する。制限時間は70秒。

イングリッシュブレインタワーゴールド
2013年5月27日放送のSPで登場。イングリッシュブレインタワーを「ブレインタワーゴールド」のルールで行う。

イングリッシュブレインタワーハード
2017年8月14日放送分で登場。中学校で習う英語の問題の中でも難しい問題が登場する。

小学生英語タワー
2021年11月1日・8日放送分で登場。問題の全てが小学校で習う英語であり、リスニング問題や書き問題を正解しても1階分しか上昇しない。制限時間は120秒で、当時の「ハイパーイングリッシュブレインタワー」とは異なり10階建て。

グルメブレインタワー
2023年9月18日放送分で初登場。世界の料理の名前を解答する。制限時間は90秒。

USJキャラクターブレインタワー
2023年10月2日放送分で登場。USJでもお馴染みのキャラクターの名前を解答する。制限時間は90秒。

東京（首都圏）名所ブレインタワー
2023年11月27日放送分で初登場。東京（首都圏）の最新・定番の名所の名前を解答する。制限時間は90秒（2024年2月19日放送分では99秒）。

ディズニーキャラクターブレインタワー
2024年12月2日放送分で登場。ディズニーでお馴染みのキャラクター名を解答する。制限時間は80秒。正解数ごとに1ポイント、10問連続正解でボーナス10ポイント。

アトラクションブレインタワー
2024年12月2日放送分で登場。東京ディズニーリゾートのアトラクション名を解答する。制限時間は80秒。正解数ごとに1ポイント、10問連続正解でボーナス10ポイント。

## ネプレール
2012年7月2日放送「ネプリーグGP」の「ハイパーリーグ」にて初登場。レギュラー放送では2012年8月6日放送分で初登場。指定された言葉に空欄（2016年7月11日から2017年4月24日まで2文字、それ以降は最大4文字、それ以前は1文字）があり、その空欄に当てはまる文字を書いて解答する。正解の場合は解答権が次の人に進むが、不正解の場合は同じ人に次の問題が出題される。
「レール」の名の通り解答席が列車を模しており、正解するごとに北海道から沖縄まで日本列島を横断していく。
最初に先攻チームが時間無制限で10問正解するまでの時間を競う。先攻チームのかかった時間が後攻チームの制限時間となり、後攻チームがその間に10問正解できれば後攻チームが、できなければ先攻チームが10ポイントを得る。タイマーがちょうど0になったタイミングで正解した場合は引き分けとなり、2チームとも0ポイントとなる。3チーム以上の対戦の場合、2チーム目以降は挑戦済みチームのタイムのうち最も早いものが制限時間となり、そのタイムを上回れないとそこで敗退、最終的に最も早いタイムを出したチームが10ポイントを得る。

### 派生形式（ネプレール）
ネプレールグルメ
2023年11月6日放送分「ネプトラベル」で登場。全国各地のご当地グルメに関する問題が出題される。通常版と異なり、空欄の文字数に制限が無い。タイムは計測せず、1問正解につき1ポイント、途中に挟まるボーナス問題に正解すれば3ポイント獲得できる。

グルメレール
2024年3月11日放送分で登場。出題内容やCGは「ネプレールグルメ」と同様だが、ルールは通常と同様。

## パーセントバルーン
2014年4月21日のSPで初登場。100個の風船で吊り上げられた気球を模した解答席で答える。チームの5人が1問ずつ、あるものの割合をパーセンテージで解答する問題に答える。
1パーセントの誤差につき1個風船が割れ、5問終了時点で残っている風船の数と同数のポイントを獲得する。ただし、途中で風船がすべて割れた場合はその時点で終了となり、超過の有無を問わず0ポイント（減点はない）。
2018年7月9日放送分からは、正解と解答が同じであればボーナスとして風船が10個追加される。風船が100個以上残っている場合も通常通り追加されるため、理論上の上限は150個となる。
クイズのスタート時に気球についているおもりを捨て上空へ浮かび上がる演出が行われる。風船の個数によって背景が「雲の上」（残り70個以上）→「丘の頂上付近」（残り40 - 69個）→「嵐吹き荒れる谷」（残り1 - 39個）と変わり、最終的に風船が残っていれば「パン吉がいるリゾートの島」に着陸するが、0個となった場合は「砂嵐が吹き荒れる砂漠」に墜落してしまう。
最終ステージではここまでの合計得点が多いチームから挑戦し、後攻チームはその時点での相手チームとの点差に応じてスタート時の風船が減らされ、最終的に1個でも風船を残せば勝利となる。状況を問わず0個になった時点で強制終了となる（風船追加のボーナスも受けられなくなる）ため、理論上は先攻チームが有利である。この時に最終的に0個ピッタリにして終了した場合（相手チームと同点になった場合）はサドンデスとなり、両チームにそれぞれ1問ずつ出題され、チーム全員で相談して代表者が解答する。先攻チームの割った個数が後攻チームの持ち風船となり、1個でも残せば後攻チーム、全て割ってしまった場合は先攻チームの勝利となる。
日本や世界の生産量・収穫量1位に関する問題が出た場合は、地理講師の村瀬哲史が解説する場合がある。

### データ放送
2017年3月 - 12月放送分では視聴者プレゼント用のキーワードを解放するゲームとして、視聴者もdボタンによるデータ放送での挑戦が可能だった。挑戦者同様に1問ごとにパーセンテージを予想し、誤差9以下で正解と見なされ、5文字あるキーワードが1文字開く。また、数値をぴったり的中させた場合は1回で5文字全てが開く。
2018年3月からは視聴者トロッコアドベンチャーでの当選率を上げるゲームとして、再びデータ放送での挑戦が開始。こちらは実際のゲーム同様持ち風船100個を1チーム5問（挑戦チームが4問以下で終了した場合はそこまでの問題）で守り抜くルールで行い、2018年7月9日放送分から導入された的中時のボーナスも同様に反映される。最終的に1個でも残せばクリアとなり、当選確率が2倍となる。全チーム分行い、クリアした回数分当選確率も3倍、4倍と増える。

### 派生形式（パーセントバルーン）
パーセントバルーンBATTLE
2020年2月10日放送分で初登場。2チーム同時に同じ問題に挑戦し、解答は口頭ではなくタブレット入力で行う。
最終ステージで行われる場合は、不利なチームはスタート前にこれまでの点差分風船を失った状態で行い、最終的な風船の数が多いチームが勝利となる。
途中で相手チームの風船が全部無くなった場合、どうなるかは不明。各チームごとに2人が挑戦する場合、最終問題はチームで相談して解答を決定する。

プライスバルーン
2023年11月6日放送分「ネプトラベル」で登場。日本各地のホテルに関する1泊1人当たりの値段を予想する。通常のパーセントバルーンとは異なり、風船の初期値は50個からスタートし、誤差1000円毎に風船が1個割れる。3問行い、残っている風船の数がそのままポイントとなる。このゲームではデータ放送には対応していない。

ピタット不動産
2023年11月27日放送分で登場。東京各地のマンション1ヶ月あたりの家賃を予想する。2チーム同時に予想し、誤差1万円毎に風船が1個割れる。

## その他のステージ
ファイブロック
2005年4月25日放送分で登場。メンバー5人に「ファイブリーグ」と同様の2文字から5文字の穴埋め常識クイズを出題。初めにクイズのジャンルを9つの中から1つをキャプテンが選択し、古代エジプトを描いた画面に5個のブロックが頭上からゆっくり落下しブロックが灯されているプレイヤーが、（ジャンルによってカタカナかひらがなか異なる）かなを1文字ずつ手書きで解答する。解答を書き終わったブロックは雷が落ち「済」になる。解答が出そろうか時間切れになると書いた答えが発表され、正解するとブロックは消え10ポイント獲得。間違えたり制限時間内に全員が答えられないとブロックが落下し積み上がり、間違える毎に制限時間が短くなる（4段積みあがると5秒で答えなければならない）。5段積みあがると終了。

ファイブペア
2010年3月29日放送分で登場。10個の漢字が出され、1人ずつ二文字熟語を作っていく。制限時間120秒以内に全ての漢字を使い5つの熟語を作ればクリアとなり、10ポイント獲得。ただし、5つの熟語が完成するのは1通りしかない。また、一度できた熟語を崩し再び漢字を使うこともできる。

ファイブチューン
2011年2月7日放送「ネプリーグGP」の「エンタリーグ」で登場。80 - 90年代のシングル曲を聴き、その曲を歌っている歌手名を答える。制限時間は1問5秒。両チームに10問ずつ出題され、1問ごとに出題曲の年代が古くなる。

CMチューン
2012年1月16日放送「ネプリーグGP」の「身のまわリーグ」で登場。CMで使われたBGMを聴いて、何のCMのBGMであるか、企業名や商品名・店名などを答える。制限時間は1問5秒。両チームに10問ずつ出題され、正解の多いチームが10ポイント獲得。

10ブロック
2011年8月15日放送「ネプリーグGP」で初登場し、レギュラー放送では2011年9月5日放送分で初登場。指定されたランキングのベスト10を両チームが交互に1人ずつ解答する。2周するかベスト10がすべて解答されるかした時点で終了となり、多く正解したチームが10ポイント獲得。

ロゴファクトリー
2011年8月15日放送「ネプリーグGP」の「身のまわリーグ」で初登場。漫画・商品・企業・店などのロゴのうち1文字が表示され、それが何のロゴかを当てる。誤答しても時間内であれば言い直しが可能。両チームに10問ずつ出題され、多く正解したチームが10ポイント獲得（2011年8月15日、9月19日放送分は1問正解につき10ポイント）。

カロリーグ
2011年8月15日放送「ネプリーグGP」の「身のまわリーグ」で初登場。2種類の食べ物や飲み物が表示され、カロリーが低い方を当てる。間違えると、出演者をモデルにしたキャラクターがCGによりどんどん太っていく。両チームに10問ずつ出題され、多く正解したチームが10ポイント獲得（2011年10月24日放送分のみ1問正解につき10ポイント）。

日刊ダレダニュース
2011年12月12日放送「ネプリーグ 超常識総決算SP」で初登場。新聞記事の見出しや紙面（顔や名前などを伏せたもの）が表示され、それが誰についての記事であるか（グループの場合もあり）を当てる。誤答しても時間内であれば言い直しが可能。両チームに10問ずつ出題され、多く正解したチームが10ポイント獲得。

リバースクロック
2011年12月12日放送「ネプリーグ 超常識総決算SP」や2012年1月2日放送のSPで登場。レギュラー放送では2012年2月6日放送分で初登場し、2013年2月4日放送分まで行われた。ある事柄に関する「もの」「人」「出来事」などが表示され、その「ひとつ前」を答える。誤答しても時間内であれば言い直しが可能。各チームに10問ずつ出題され、最も多く正解したチームが10ポイント獲得。

パイレーツアタック
2012年10月1日放送のSPで登場。レギュラー放送では2012年10月22日放送分で初登場し、2014年3月17日まで不定期に行われた。3つの言葉が表示され、それらに共通して繋がるキーワードを答える。5人全員が解答し、全員が解答した時点でまず正誤判定を行う。制限時間内に5人全員が正解できれば10ポイント獲得、不正解者がいる場合はその誤答が表示され書き直しとなる。

バブルリーグ
2013年8月12日放送のSPで初登場し、同年11月4日放送分まで不定期に行われた。潜水艦の操縦席を模したCGで、数値を答える問題が出され、泡の形で1桁か2桁の有効数字のみが表示される。これに対して後ろに適切な数の「0」を入れて解答ボタンを押す。各チームに5問または10問ずつ出題される。正解すると1段階潜水し、不正解の場合は亀やイカがぶつかる演出がなされる。

トイエバーセンス
2013年10月7日放送のSPで初登場。1000人（2021年1月4日放送分は300人）を対象とした「〜と言えば?」というアンケートのベスト5を答える。各チームの代表の1人（場合によっては2人）が解答者となり、1人ずつ順番に解答する。2周（チームの解答者が2人の場合は2人合わせて3回）するかベスト5が全て解答された時点で1問終了となり、1つ正解につき10ポイントを得る。
2020年12月21日放送のSPでは、2021年1月4日放送のSPの先行公開としてエクストラステージで登場した。

トイエバー10
2022年2月7日放送分で登場。ターンテーブルに乗り「○○と言えば?」のベスト10をリズムに乗って答える。1つ当てるごとに10ポイント。1人4回ずつで、20回終えた時点で正解できた数だけポイントが入る。

トイエバーアーティスト
2022年7月11日放送分で登場。世界的アーティストの日本人版にふさわしいアーティストのベスト5を答える。1つ当てるごとに10ポイント。

スピードサーチ
2013年10月14日放送のSPで登場。Google検索で言葉を指定したときに表示されるその言葉に関連するキーワードが5つ表示され、元の言葉を答える。解答の基本ルールは「パイレーツアタック」と同様で、5人全員が書いて解答し、全員が解答を書いたところで正誤判定を行う。制限時間内に5人全員が正解すれば10ポイント獲得、不正解者がいればその誤答が表示され書き直しとなる。

音読ハイスクール
2013年12月2日放送で登場。名作小説の一節が漢字かな交じりで表示され、それを音読して答える。出題と正誤判定は林が行う。1チームに1作品指定され、林が1人ずつ順番に指名してその中の一節を指定する。漢字の読みに間違いがあるとそこでストップがかかり、正しく読めるまで先に進めない。制限時間内に指定された一節を最後まで読めれば正解となる。1人に1問ずつ、計5問出題され、1問正解につき10ポイント獲得。

ピンポンフラッシュ
2014年2月10日のSPで初登場。チームの代表が1人ずつ出場し、画像や動画を見て答える早押しクイズを出題する。最初にボタンを押した人に解答権が与えられるが、ボタンを押した時点で画像は表示されなくなる。正解した人は抜けていき次の人に交代。不正解の場合は次にボタンを押した人に解答権が移るが、ボタンを押した人が全員不正解の時にまだボタンを押していない人がいる場合は、ボタンを押すまで再び画像を見ることができる。また、全員不正解の場合は仕切り直して別の問題が出題される。
2チームでの対戦時は相手チームに勝利すれば10ポイント。3チーム以上の対戦時には最初に5人全員が勝ち抜けたチームに20ポイント、2番目に抜けたチームに10ポイント。

熟語ラリー
2015年4月27日のスペシャルで登場。漢字テストツアーズ終了後にボーナスステージとして、各チームの最終解答者同士で戦う。2文字の熟語による漢字しりとりを行い、最初に脱落すると0点、2番目に脱落すると10ポイント、最後まで残ると20ポイント。

アップダウントラベラー
2015年10月5日放送のSPで初登場し、2016年4月18日まで不定期に行われた。解答者5人がそれぞれ『バック・トゥー・ザ・フューチャー』のようなスケートボードに乗り、あるものの値が約10年前に比べて増えているか減っているかを答える。増えていれば「UP」、減っていれば「DOWN」のボタンを押す。5人全員が正解した場合のみ10ポイント獲得（2016年1月1日放送分は正解数が多いチームが10ポイント獲得）となり、不正解者が1人でもいるとポイントにならない。

音読ルーム
2016年9月5日のSPで登場（同年7月の『27時間テレビ』内のSPでパイロット版を実施）し、2017年11月20日まで不定期に行われた。チームの5人が1問ずつ、小中学校の教科書から出題される問題に答える。問題文の中の1カ所の単語が穴埋めになっており、問題文全体を朗読した上で穴埋め部分を正しく答える。不正解でも時間内なら何回でも言い直すことができるが、穴埋め以外の部分も正しく読めなければならず、読み間違えた場合は不正解同様ブザーが鳴る。1周目は小学校の教科書、2周目は中学校の教科書から出題される。チームの正解数によって得点が決まる。
このステージでは天の声は出題時に解答者を君付けで呼び、解答者が返事をして起立した状態で回答していた（他の回答者は着席状態）。

世界ドメジャーリーグ
2018年1月8日のSPで初登場。「世界一○○なもの」「世界で初めて○○した人」など、絶対に間違えてはならない世界共通の問題が出される。各チーム10人がそれぞれ解答し、1人正解につき1ポイント獲得。

正しく日本語に訳せ! カタカナ現代語訳
2018年1月8日のSPで登場。ニュースでよく聞く現代カタカナ語を現代語に正しく訳す問題が出題される。1人正解で10ポイント。

ネプエアライン
2018年4月9日のSPで初登場。飛行機の座席を模したセットに座って行う。CA（キャビンアテンダント）ならぬQA（クイズアテンダント）のキコ・ウィルソンから各チームごとに1つの国内外の観光地のガイドブックに書かれている観光名所や名物、観光に関する注意事項などが穴埋め形式で1人1問ずつ出題される。時間内に手元のタブレットに書いて解答する。1問正解につき10ポイント。解説は機長役の村瀬が行う。

ネプゴーラウンド
2018年12月3日放送分で初登場。メリーゴーランドのかごを模したCGセットで2チーム同時に対戦する。「『白鳥』の『湖』」「『ドン』・『キホーテ』」のように答えの単語が前後半に分かれている問題が出題。各チーム1番手が前半を、2番手が後半を答え、両者とも正解で1問正解。「ゴーラウンド」としてメリーゴーラウンドの回転のように解答順が1つ前にずれ、2番手が前半・3番手が後半という形になる。これを繰り返し、先に一定数の正解をしたチームに10ポイント獲得。両チーム同時に達成した場合はどちらも10ポイント獲得となる。

デスジャナイサーキット
2019年7月22日放送分で初登場。1つのテーマについて一定数の問題が出題され、「デス」または「ジャナイ」で回答する（例:「○○は哺乳類か？哺乳類じゃないか？」など、早く言えば○×クイズ）。プレイヤーはカートに乗ってサーキットを走り、正解だと思う方向にハンドルを切る。正解すると次の問題に進めるが、不正解の場合は不正解者のカートがパン吉が乗るマシーンに壊され脱落する。全ての問題が出題されるか、5人全員が脱落するまで続き、1問ごとに1人正解につき1ポイント獲得する。

例文サロン
2020年6月29日放送分で初登場。提示された単語（広辞苑や現代用語の基礎知識などに掲載されている単語）を使って指定された人は例文を作り、正しく例文を完成させることができて提示された単語の意味も理解すれば正解。1人正解につき10ポイント獲得。2020年7月13日放送分では1vs1方式で行われた。

コンプリーグ
2020年8月17日放送「ネプハイスクールリーグ」で登場。問題の1番 - 4番を順番に答える。1人正解で1ポイント、1人目から4人目まで全て正解すれば4ポイント獲得。合計7問行う。

キキミミフィーバー
2020年9月7日放送分で初登場。前回放送分のエクストラステージで登場した「常識音クイズ」をアレンジし、レギュラー化したもの。普段日常生活の中で耳にするある物や人の声やBGMを答える。初回のみ5人全員が正解した場合のみ5ポイントで、1人でも不正解者がいた場合はポイントは入らない。3問連続正解で10ポイントが加算される。2020年10月5日放送分以降は1人正解につき1ポイントが加算され、全員正解でボーナス5ポイントが加算される。ただし、6人で挑戦する場合はボーナスポイントはなし。

ノンストップDJ
2020年10月26日放送分で初登場。同年10月5日放送のエクストラステージで登場した「新リスニングクイズ」をアレンジし、レギュラー化したもの。5人がターンテーブルに乗り、お題に沿った解答をDJのリズムに合わせて答える。1人答えるごとに1ポイント獲得。途中で間違えても正解なのにリズムに乗れなくても3回まで答え直すことが可能。原則一回戦につき15問（問題によっては10問）。初回のみ全問正解するとボーナス5ポイントが入り合計20ポイント獲得となる。3回目で答えられなかった場合はその時点で終了となり、その時点までのポイントを獲得できる。ラウンド毎にメンバーチェンジが可能。映像問題の場合は英語でも日本語でも答えてもよい。早口言葉を噛まずに読む問題もある。

ナイスキャスティング︎︎
2021年1月25日放送分の冬季講習SPの1コーナーにて登場したステージ。2月15日放送分で対抗戦のゲームとして初登場。2020年12月21日放送のエクストラステージで登場した「ナイスキャスティング」をレギュラー化したもの。10代 - 40代の男女200人に聞いたドラマや映画の実写版で演じてほしい人物ベスト5を当てる。1つ的中させるごとにごとに10ポイント獲得。

キャスティングミュージアム
2021年3月22日放送分『ネプアップデートリーグ』で初登場した上記の「ナイスキャスティング」のアレンジ版。2022年5月16日放送分に対抗戦のゲームとして初登場。1 - 5位の人物を当てると10ポイント、6 - 10位の人物を当てると5ポイントとなる。

プライスリーグ
2021年2月15日放送分で初登場。2020年11月30日放送のエクストラステージで登場した「コレイクラチェック」をアレンジし、レギュラー化したもの。物の値段や料金を答え、2チーム戦の場合は予想に近かったチームに10ポイント、3チーム戦の場合は最も近かったチームが10ポイント、2番目に近かったチームが5ポイント獲得となる。
2021年10月18日の「ネプアップデートリーグ」にて派生版の「プライスリーグアップデート」が登場（後述）。現在はエクストラステージとして行われることもある。

イレブンコード / セブンコード
2021年3月22日の『ネプアップデートリーグ』で登場したステージ。同年5月10日に対抗戦のゲームとして初登場。
2023年3月13日までは「イレブンコード」として行われた。爆弾に繋がれた11本のコードの中でお題で指示された不正解のコード1本以外を全て切る。1本の不正解のコードを除く10本全ての解除に成功すればクリア。順番はハイパーボンバーと同じように5枠が切った後は折り返す。1本解除成功する毎に1ポイント獲得し、途中でお題で指示された不正解のコードを切ってしまうとその時点で爆弾が爆発して終了となる。
2023年5月15日放送分からは「セブンコード」となり、通常放送でも行われるようになった。その名の通り、コードは7本に減らされている。こちらは1本解除成功する毎に2ポイント獲得、6本全ての解除に成功すればボーナス8ポイント追加で20ポイント獲得となる。6人参加が原則だが、チームの人数が5人の場合はモニタールームから指名された人が挑戦する。

カラ漢リーグ
2021年6月14日放送分で初登場し、2022年7月11日放送分まで行われた。カラオケボックスで見かけるシステムを用いてJ-POPに出てくる歌詞を漢字で書く。曲が流れてる最中に空白にその歌詞が歌われる前に漢字を書いて正解すれば10ポイント（2022年以降は稀に英単語を書く問題も出てくる）。原則10問（放送回によっては5問又は12問）出題されるが、ライフが5つ（初期は3つ）あり、不正解を1つ出すたびにライフが1つ減ってしまう。間違えたら次の人が同じ問題を解いていくが、ライフが全部無くなるとカラオケルームが爆発し「演奏停止」となる。
解答方式は、2022年2月7日以前は5人が順番に繰り返しローテーションで解答、同年2月21日以降はファイブツアーズと同じように1人が間違えるまで連続して解答することができる。

カラ漢サマーリーグ
2021年8月16日の総集編の1コーナーとして登場。夏にまつわる曲のサビのメドレーを4人で行い、1人がミスをするまで連続して解くことができる。間違えたら次のプレイヤーと交代していき、全員ミスした時点でカラオケルームが爆発し終了。2回戦行い、1度でも10問正解すると高級名産品がプレゼントされる。

ワンダウト・トレジャー
2021年8月23日放送分で登場。各チーム1人ずつの代表戦。7枚の写真のうち、お題に当てはまらない選択肢が1枚含まれており、それを選ぶと自分の回答席が爆発し、相手チームに10ポイントが入る。

類語ミステリー
2022年3月7日放送分で初登場。問題から読み取れる類語をヒントから読み取り回答する。ヒントは最初は3つだが、時間が経過するごとにヒントの数が最大7つまで増えていく。60秒以内に正解を出すことができれば1人につき5ポイント獲得できる。

プレッシャークロック
2022年9月5日放送分で初登場。同年6月20日放送分のエクストラステージ「BRAIN Record」をレギュラー化したもの。6人で10秒以内で解けるような問題を1人ずつ答える。制限時間は6人で合計60秒。当初は全員が答えられた場合のみ10ポイント獲得であったが、2022年9月26日放送分以降は1問正解につき2ポイント、全員答えられたら12ポイント+ボーナス8ポイント、計20ポイント獲得できる。チームの人数が6人に満たない場合、不足した人数分は最後に相手チームが指名した人物が残りの問題を答えることになる。挑戦は3チーム戦は1回戦、1st STAGEで1チーム戦は1回戦、一時期2チーム戦は2回戦ずつ行っていたが今は1回戦のみ。計算等の数学の問題が出た場合、数学講師の志田が解説する場合がある。

タイマンプレッシャークロック
2023年6月19日放送分のエクストラステージにて先行登場し、翌回の同年6月26日放送分で本編初登場。プレッシャークロックを1対1のタイマン対決を行い、先に素早く答えを導き出して答えたプレイヤーが勝ち残り、次の対戦相手を指名する。通常のプレッシャークロックとは異なり解答権は1回のみ。1問あたりの制限時間は20秒で、両者とも答えられず時間切れなった場合は別の問題で仕切り直す。1人勝ち抜く毎に2ポイント、先に5人勝ち抜くことができたチームは20ポイント獲得となる。

パーフェクトコード
2022年10月10日放送分で本編初登場。同年9月5日放送分のエクストラステージに登場した「パーフェクトコード」をそのまま踏襲したもの。1チーム毎に3人が出場し、アルファベットのスペルや様々な順番などを正しく答え、1人が全ての順番を正しく答えることができれば3ポイント獲得（2022年10月24日放送分は5ポイント）、1つでも間違えると脱落。なお、脱落したプレイヤーの解答は最後にまとめて発表する。

ウチワケリーグ
2023年2月13日放送分で初登場（2022年12月5日放送分のエクストラステージでは形式が違う）。世の中の様々な内訳上位5つを答える。解答権は1人1回で、1つ正解につき5ポイント、不正解で即終了となる。5人連続で正解すれば扉が開き、財宝の部屋にたどり着く。

描き足しリーグ
2023年4月10日放送分で初登場。同年1月9日放送分のエクストラステージに登場した「描き足しリーグ」をそのまま踏襲したもの。実物の写真に足りないものを描き足す。正解で3ポイント獲得。

キキミミリーグ
2023年9月25日放送分で初登場。主に音楽スペシャルで行われる。曲の一部を聞き、歌っている人が本人か偽物かを当てる。本物であれば「リアル」、偽物であれば「フェイク」を選択する。正解で2ポイント獲得。

絶景ツアーズ
2023年11月6日放送分「ネプトラベル」で登場。日本各地の絶景に関する2択問題が出題される。1人1問ずつ解答し、1問正解するごとに2ポイント獲得。

キキミミコンサート
2024年5月13日放送分で初登場。主に音楽スペシャルで行われる。演奏される音楽の楽器の音色が提示された楽器の音色かどうかを当てる。その楽器の音色だと思ったら演奏後にスタンディングオベーションする。正解すれば1人につき2ポイント。

早押しパーフェクトアンサー
2024年7月1日放送分で初登場。それ以前にも女子アナセンター試験の1ステージとして先行登場している。チームの代表が1人ずつ出場し、回答を数個答える早押しクイズを出題する。最初にボタンを押した人に解答権が与えられ、正解した人は抜けていき次の人に交代。不正解の場合は再度ボタンを押すチャンスが与えられる。また、全員不正解もしくは誰も答えられなくなった場合は仕切り直して別の問題が出題される。先に全員が抜けたチームが20ポイント獲得。

グルメドライブ
2024年7月8日放送分で初登場。グルメに関する問題を出題。1人でも正解者がいたら10ポイント、5人全員が正解したら20ポイント。

クイックネプリーグ / サカノボリーグ
2024年9月2日放送分で初登場。後述の「クイックネプリーグ」をアレンジしレギュラー化したもの。ある年に起きた様々な出来事を思い出して15秒以内に答えるコーナー。1人正解で1ポイント、全員正解でボーナス5ポイントを含め10ポイントとなるが、全員不正解だとマイナス10ポイントになる。
2024年9月2日放送分ではステージ内の獲得点数が10ポイント未満の状態で全員不正解になった場合は0ポイントでマイナスポイントにはならなかったが、2024年12月16日放送分ではマイナスポイント扱いになる。最終的な獲得ポイントがマイナスになる可能性があるステージは初。
2024年12月16日放送分では下記の特別編と同じく「クイックネプリーグ」名義で登場。その年（2024年）の出来事を解答する。

スワイプリーグ
2024年10月14日放送分のエクストラステージにて先行登場し、同年11月11日放送分にて本編初登場。2025年2月17日放送分で初めてレギュラー放送で実施された。初回では25枚、2回目からは20枚ある画像が1枚ずつ表示され、右や左にスワイプしてお題の画像を見つけて解答する。制限時間は2分で、1問正解につき5ポイント。

漢漢パニック
2025年2月3日のSPで初登場。8ビットのアーケードゲーム調の画面に円形のエネルギーに包まれて落ちてくる漢字を時間内に読む。正解すると消滅してポイント獲得。漢字には番号が振られており、複数個出現している場合は任意の番号を指定して解答できる。
2025年7月7日以降の回では書き問題が実装されている。特定の問題番号で固定されており、書き問題である旨の天の声のアナウンスに続けて1問単独で落ちてくる。1セットで2回出題される。
1チームごとに最大30個出題され、21個目からは「ハードモード」となり、特定のお題に沿った10個の漢字が1個ずつ高速で落ちてくる。なお、読み方が正しくてもお題に沿っていない読みは不正解扱いとなる。（例:訓読みでかな4文字→「尺」と出題され「ものさし」は正解となるが「しゃく」は不正解扱い）エネルギーの色で得点が異なり、20個目までは1ポイント（青）・3ポイント（黄色）・5ポイント（ピンク）に分けられ、ハードモードでは2ポイント（赤）で統一される。
画面下の溶岩にエネルギー弾の下端が達すると爆発して脱落、最後のプレイヤーで漢字が爆発するとその時点で終了となる。爆発した漢字は他のプレイヤーが答えることはできず、「不正解の漢字」として画面左上に表示される。

## トロッコアドベンチャー
優勝したチームが賞金・賞品獲得を賭けて行うボーナスステージ。解答者が乗るトロッコが走るような演出で5問の二択クイズが出題され、その選択肢が画面の左右に表示される。メンバーは5秒以内に全員で正解だと思う方に集まりトロッコを傾ける。正解ならば次の問題へ進むが、不正解の場合は即チャレンジ失敗となる。
ルール上では意見が分かれた場合は失格と説明されているが、実際は人数が多い方に傾く。また、制限時間内に答えを決められなかった場合も失格とされているが、実際には制限時間を10秒以上超過しても挑戦チームが決めるまで待っているため、番組では制限時間は殆ど飾りのようなものでしかない。
当初は5問連続正解することができれば賞金100万円を獲得できた。2018年1月15日放送分からは、5問正解しクリアした場合は地理講師の村瀬が選んだ全国の高級名産品を獲得。また、視聴者によるデータ放送でのチャレンジも同時に行われ、挑戦チームが最後に挑戦した問題までを全てクリアした場合、高級名産品の抽選に応募できるキーワードが表示される。
- 2005年10月 - 2010年3月放送分では、1 - 3問目に限り正解・不正解を問わず、レールが上下するフェイントが発生することがあった。
- 同じく2005年10月放送分より、4問目のみ正否問わず落下し、その先のレールの有無で判定するようになった。当初は落下中にレールが見えるため、判定発表前に正否の判別が可能だった。
- 2010年4月放送分からは3問目でジャングルに突入する。4問目の判定では川に落下し、正解であれば水中にもレールが続いており、水中の岩盤を破壊して地下神殿へ突入する。これにより判定発表前の判別はできなくなった。
- 2016年2月放送分より、11月から3月までの間は冬季仕様となる。こちらは3問目で氷河に突入し、4問目で正解した場合は表面の氷を破壊して氷の神殿へ突入する。
- 2020年4月13日・同年6月29日 - 2023年6月12日放送分では、新型コロナウイルス対策による密集を避けるため、チームを代表して2名（2023年4月17日放送分からは4名）が挑戦する形式となった[注 37]。

### 派生形式（トロッコアドベンチャー）
ハイパートロッコアドベンチャー
2010年1月2日放送「ネプリーグ 芸能界超常識王決定戦」では、通常のトロッコアドベンチャーと同様2択問題を答えていく。1問正解につき、1 - 3問目は10万円、4 - 6問目は20万円、7 - 9問目は50万円、10問目は260万円の賞金を得て、全問正解すると最終的に賞金500万円を得る。通常版と異なり、途中で間違えた場合もそこまで正解した分の賞金を得られる。
2012年2月20日放送「ネプリーグGP」の「ハイパーリーグ」からは、通常の2択ではなく左・直進・右の3択が出題される。直進を選ぶ場合「真ん中!」など直進を宣言しなければならない。その他のルールは通常バージョンと同じで、5問連続正解で100万円。主にSP回で行われるが、通常回でも行われる。

200万円トロッコアドベンチャー
2017年4月17日に行われたステージ。通常のトロッコをクリアした後に200万円トロッコアドベンチャーへの挑戦権が得られる。もう一度5問連続正解することができれば200万円獲得（ただし1問でも間違えれば賞金なし）。つまり実質的には10問連続しなければならない。なお、挑戦しないことも可能。

サバイバルトロッコアドベンチャー
2018年1月8日放送分のスペシャルから登場。全員一致で解答を決める通常版とは違い個人戦となっており、問題ごとに正解だと思う方に各自が移動する。最終的に2人以上残った場合は、賞金や賞品を山分けすることになる。
解答が割れた場合はその場で正解発表となり、1問ごとに不正解の方のトロッコが分裂し、画面外に退場・脱落する。全員一致した場合は通常通りトロッコが移動後に正解が発表される。

小学生トロッコアドベンチャー
2021年11月1日・8日放送分では、出題される問題すべてが小学校で習うものであったため、他のステージと同様に上記のタイトルに改題された。

スペシャルトロッコアドベンチャー
月9初回放送直前の2時間スペシャルにて実施される特別版。勝利チームによる通常のトロッコアドベンチャーの後に、ドラマチームとして出演したメンバーに「出来ないと恥ずかしい」出演者やドラマに関する問題を出題。ただし、個人を対象とした問題では出題された対象者は答えを教えることができない。最終問題後は解答が発表されず、トロッコが変形してそのまま光の彼方へ消えた後、ステブレレスでドラマ本編に突入、正解かどうかは視聴者自身が確認するという趣向になっている（本番組自体はそのままここで終了するため、ドラマ終了後に正解だったか不正解だったかを発表するパートも当然ながら無い）。2018年4月9日放送分以降は一部系列局のみ放送される。
2020年4月13日放送分以降では新型コロナウイルス感染拡大防止のため、トロッコに乗るのは1 - 2名で、4月13日放送分のみモニタールームで待機しているメンバーに3回まで相談することができる。

### その他のボーナスステージ
ラストチャンス・リングマン
2012年11月19日放送の「ネプリーグGP」から登場。勝利チームが「トロッコアドベンチャー」で失敗した場合のラストチャンスとして実施されるステージ。パン吉のマスクを被ったジャグラー「リングマン」が、片面を赤く塗っている当たりのリング1個を含めた4個のリングを裏返してジャグリングで入れ替えた後、最終的にどの位置にリングが移動したかを当てる。正解なら、勝利チームと視聴者に番組特製のパン吉抱き枕をプレゼント。

フライングアドベンチャー
新型コロナウイルスによる収録の変化に伴う特別なボーナスステージ。2020年6月15日・同年6月22日放送分の2回のみ実施。こちらはトロッコとは異なり2人のみで挑戦するステージとなっており、トロッコ同様2択の問題が5問出題される。また、このステージでは「アップダウントラベラー」で使用したスケートボードに乗って「アップダウントラベラー」と同じスタート地点から出発し、「デスジャナイサーキット」と同じコースを走行する（ゴールはスタート地点と同じ）。正解すれば次の問題へ進み、不正解の場合はその時点で終了。5問連続正解すれば地理講師の村瀬が厳選した全国の高級名産品を獲得できる。出題は「アップダウントラベラー」に登場するアンドロイドが行うが、最終問題はコースが荒くなって見える。最終問題で解答を選択すると、アンドロイドが判定を行う。

## 関東ローカルパート
主にフジテレビと一部系列局のみで放送される特別パート。

### ネプ小リーグ（ネプリトルリーグ）
2009年4月6日から2015年3月2日までの6年間フジテレビと一部系列局が放送。毎週月曜日19:54 - 20:00に放送。2 - 3時間特番・他番組の特番が放送の場合は放送されない。ネプチューンの3人がクイズに挑み、正解数によって視聴者プレゼントが抽選で当たる。プレゼントへの応募の際は、最後に発表されるキーワードが必要となる。
スリーリーグ
「ファイブリーグ」と同じルールで3文字の言葉を答えるクイズにネプチューンが挑む。2問出題し、正解数に応じて1人→5人→10人に増える。

スリーボンバー
「ファイブボンバー」と同じルールで3つのものを答える問題が2問出題。制限時間は15秒。1個正解で1人分、2回パーフェクト（6個正解）で10名分プレゼントされる。

スリーツアーズ・スリートラップハウス
漢字の読み問題を答える「スリーツアーズジェット」、書き取り問題の「スリーツアーズバギー」、「スリートラップハウス」が行われる。ネプチューンのうちの1人が3問とも挑戦する。不正解でも解答者は代わらず、そのまま次の問題に挑戦する。正解した数により1人→3人→5人→10人に増える。

スリーチョイス
ある物・人・事柄が表示され、それがどれに当てはまるかの三択問題が出題される。1人に1つの選択肢が割り振られ、泰造→堀内→名倉の順で選択肢がハイライトされる。ハイライトされた時に自分の選択肢が正解だと思ったらジャンプ、不正解だと思ったらスルーするという形で解答する。ただし3つの選択肢どれにも当てはまらないこともある。その後の放送では1人ずつ挑戦し、三つの選択肢の中から正しいと思う選択肢の下でジャンプする形式に変わった。3問出題され、1問正解で1人、以後5人→10人と増える。

ボキャブラスロット
3人による個人戦。答えが複数ある問題に対し、ひらがなにした際、できるだけ文字数が多いものを答える。分かった人から手元のレバーを引いて解答。解答権は1人1回。一番長い答えを出した人が勝者となり、勝者の答えた文字数と同じ人数分のプレゼントが用意される。

### ヒカリーグ
ネプリトルリーグでは2009年10月から2010年3月まで、当番組スポンサーであるNTT東日本のフレッツ光の宣伝を兼ねたコラボレーションCMが、関東地区限定で放送されていた。内容は、ネプチューンの3人がネプリーグのアトラクションを用いて、フレッツ光に関するクイズに答える。アトラクションは、スリートラップハウス、スリーボンバー、トロッコアドベンチャー、スリーツアーズバギー。また、番組外では我が家が挑戦するバージョンも放送された。

### エクストラステージ
2018年4月から番組が2時間スペシャルの際、20:54 - 21:00にフジテレビを始めとする一部の系列局のみで放送されるパート。なお未放送の系列局でもTVerやFODで視聴可能。上記の「サバイバルトロッコアドベンチャー」「スペシャルトロッコアドベンチャー」「デスジャナイサーキット」に加え、ネプチューンとゲストがチームの垣根を越えてエキシビジョンとして様々なクイズ・企画を行う。近年では一部ステージにおいて、クリアするとトロッコアドベンチャー同様に村瀬おすすめの高級名産品がプレゼントされることがある。
フィットネプ
フィットネスクラブという設定でネプチューンとゲストが体年齢をチェックするテストに挑戦する。

平成ヒストリーグ
ある1つのテーマを軸に、平成30年から過去に向かって話題になったものを当てる。「ファイブツアーズ」形式で行うが解答は口頭。ネプチューンとゲストの5人で7問正解を目指す。ステージ背景は「アップダウントラベラー」を流用している。

イエスか農家
ネプチューンとゲスト2人が農家さんから出題される野菜に関する○×クイズを出題。1人正解で1ポイント。3問出題し、全員の合計が10ポイント以上でお題となった厳選野菜を獲得できる。

月9ドラマの歴史クイズ
直後に開始される新ドラマ『SUITS』にちなみ、平成30年間の月9ドラマの名作を振り返りつつ、様々な穴埋め問題を出題。「ファイブツアーズ」形式で行うが、1問ごとに解答者が交代する。問題は古い作品から最近の作品に向かって出題された。

トイエバーボンバー
2019年11月4日放送のエクストラステージで登場。「○○といえば」のランキングのベスト10を3チームで3人が挑戦する。答えることができれば次のチームに爆弾が移る。答えられなければ脱落で次のメンバーに交代し、解答権は次のチームに移る。最終的に答えた数が多いチームの勝利。

デスジャナイサーキット
ルールは通常のデスジャナイサーキットと同じだが、こちらはポイントは加算されない。もともとは10問出題されていたが、2020年8月3日・11月2日放送分では8問、2021年1月4日放送分以降では7問に短縮された。
2020年11月2日放送分からは、ドラマチームの場合は誰か1人でも全問正解した場合、それ以外は全問正解した場合のみ、「トロッコアドベンチャー」同様に村瀬が選んだ高級名産品がプレゼントされる。
2025年6月9日放送分のエクストラステージでは、大阪万博特集の放送回で、出題内容はすべて大阪万博で5問出題で行われた。不正解でも脱落はせず全問題に挑戦でき、最も正解できた人が商品を獲得。

常識音クイズ
2020年8月24日放送分のエクストラステージで登場。日常生活の中でよく聞く日常の音を当てるクイズが5問出題され、何問正解できるか挑戦する。翌回からは「キキミミフィーバー」としてアレンジされ、レギュラー化された。

新リスニングクイズ
2020年10月5日放送分のエクストラステージで登場。ターンテーブルに乗り、リズムに合わせて英語を和訳するクイズが出題され、何問正解できるか挑戦する。翌回からは「ノンストップDJ」としてアレンジされ、レギュラー化された。

コレイクラチェック
2020年11月30日放送分のエクストラステージで登場。様々な物の値段の常識を答えて誰が1番ズレているかをチェックする。2021年2月15日放送分からは「プライスリーグ」としてアレンジされ、レギュラー化された。

ナイスキャスティング
2020年12月21日放送分のエクストラステージで登場。実写映画やドラマでの登場人物のキャストは誰が適しているのかという質問に対するアンケート結果を当てる。全員が上位5位以内の人名を答えることができれば「ナイスキャスティング」となる。解答席は「ハイパーファイブリーグ」、ステージ背景は「ノンストップDJ」を流用している。2021年1月25日放送では冬季講習SPの1コーナーとして放送され、翌回の2021年2月15放送分からはステージ名はそのままでレギュラー化された。

トイエバーセンス
2020年12月21日放送の先行公開のエクストラステージで登場。ルールは通常のトイエバーセンスと同じだが、こちらはポイントは加算されない。

糖質リーグ
2021年2月15日放送分のエクストラステージで登場。出題される食品の中で3択から選んで糖質が多い物を選ぶ。「カロリーグ」の逆バージョンともいえる。ステージ背景は「林先生の漢字テストツアーズ」の保健室ステージを流用している。

トレンド漢字タワー
2021年3月22日放送分のエクストラステージで登場。1人で令和の常識漢字を120秒以内に15階までノーミスで昇ることができればクリア。ルールは「ブレインタワー」と同じで、ボーナス問題を正解すると一気に3階上ることができる。

私がナンバーワン
2021年4月5日放送分のエクストラステージで登場。出演者3人にまつわる200人（10代 - 60代男女）に聞いたアンケートのうち1位の回答を3択から選んで解答する。

J-POPイングリッシュフィーバー
2021年5月10日放送分のエクストラステージで登場。英語の歌詞の中に出てくる英単語の意味を3択の中から選んで回答し、3人全員正解するとクリア。

プライスリーグ
ルールは通常のプライスリーグと同じだが、こちらはポイントは加算されない。4人があるものの値段や料金を解答し、誰が「お金の非常識人」なのかを決める。
2025年6月23日放送分のエクストラステージでは「プライスジェットホテル」の名前で登場。3人で高級ホテルの1泊の料金を予想し、誤差が一番小さい人が商品を獲得できる。

カラオケイングリッシュ
2021年8月23日放送分のエクストラステージで初登場。「カラ漢リーグ」の要領で、歌が来る前に歌詞の英単語を書く。全10問でライフは5つ。
初登場回では「ディズニーカラオケイングリッシュ」と題し、出題される曲がすべてディズニーの名曲で行われた。

プレッシャーバーガー
2022年2月21日放送分のエクストラステージで初登場。お題に沿った回答を1番下が古い物や年下の順番になるように積み上げる。1番手は2人分乗せて、1人ずつ1番年下の人物が下になるように積み上げていき、7個乗せた時点で全員合っていればクリアだが、間違えてしまうとその時点でゲームオーバーとなる。

BRAIN Record
2022年6月20日放送分のエクストラステージで初登場。1問10秒あれば絶対解ける問題を6人で力を合わせて60秒以内にクリアを目指す。
2022年7月11日放送分では全問音楽クイズSPに伴い、タイトルが「MUSIC BRAIN Record」に改題された。
2022年9月5日放送分から「プレッシャークロック」と改題しレギュラーステージ化された。

パーフェクトコード
2022年9月5日放送分のエクストラステージで初登場。4人で様々な順序を正しく書いて答える。2回戦行い、1回でも4人全員が正解できればクリアとなり賞品ゲットとなる。
2022年10月10日放送分からはステージ名はそのままでレギュラー化された。

日本一リーグ
2022年9月26日放送分のエクストラステージで初登場。日本一に関する6枚のパネルのうちハズレの1枚を避け、5人連続正解で賞品獲得。背景は「ワンダウト・トレジャー」を流用している。

ウチワケリーグ
2022年12月5日放送分のエクストラステージで初登場。世の中の内訳を答える。5人全員正解でクリアとなり賞品ゲットとなる。

描き足しリーグ
2023年1月9日放送分のエクストラステージで初登場。足りない部分をお絵かきで描き足して完成させる。成績優秀者は賞品ゲットとなる。

アイウエオリーグ
2023年3月13日放送分のエクストラステージで初登場。1番目のプレイヤーがルーレットで止めた50音の行とテーマを決めたあと、1人目のプレイヤーが「あ段」、2人目のプレイヤーが「い段」と、順番に解答する。濁音が入る言葉も解答可能。

タイマンプレッシャークロック
2023年6月19日放送分のエクストラステージで登場し、翌回の本編でも行われた（前述）。1対1の勝ち残り形式でプレッシャークロックを行う。3対3のチーム戦で、先に相手を全滅させたチームが賞品獲得となる。

違いリーグ
2023年8月21日放送分のエクストラステージで初登場。2つの単語の意味を正しく解答する。1人でも正解できれば商品獲得となる。

食通レストラン
2024年5月27日放送分のエクストラステージで初登場。3人の中でほぼ食材の似ている料理を当てる。自分の目の前のメニューのみ食べられる。正解すれば商品獲得となる。

相関図リーグ
2024年8月19日放送分のエクストラステージで初登場。アニメや漫画のキャラクターを相関図を見て推理する。6問行う。

賢いリーグ
2024年9月2日放送分のエクストラステージで初登場。知っていれば賢い言葉を正解できれば賢いと認定される。

スワイプリーグ
2024年10月14日放送分のエクストラステージで初登場。同年11月11日放送分からはステージ名はそのままにレギュラー化された。

ワンデーリーグ
2024年11月11日放送分のエクストラステージで初登場。1日で起こる出来事についてを予想して1番予想と離れていた人は脱落。3問終えて残った2人が商品を獲得できる。

復習リーグ
2024年12月2日放送分のエクストラステージで初登場。ネプリーグの全ての収録が終わった後選ばれた6人だけが呼び出され、本番中に出された問題だけが出題され、全員が正解すれば即帰宅できる。3問出題で強制終了となる。BGMは初期のファイブリーグを流用している。

私はロボットではありませんリーグ
2025年1月13日放送分のエクストラステージで初登場。CAPTCHAシステムを模したデザインで問題に当てはまるマスを選択し解答。解答時間は1問につき10秒で、正解・不正解に関わらず次のプレイヤーに交代。5人連続で正解すれば賞品獲得。3回まで挑戦できる。最終問題となる5問目のみ正解数秘匿で当てはまるマス全てを過不足なく解答して正解となる。
2025年7月7日放送分から「私はロボットではありませんクルーズ」と改名しレギュラー化された。

東大ならノーミスリーグ
2025年2月3日放送分のエクストラステージで初登場。過去に出題された大学共通入学テストから出題。正解するまで帰れない。3問出題で強制終了となる。

このリクエスト曲なんだっけリーグ
2025年3月24日放送分のエクストラステージで初登場。ラジオブースを模したセットで3人が挑戦する。お便りを持ったタイミングでイントロが流れ、その内容を読み上げていき歌いだしが始まるまでに曲名とアーティストの両方を答えることができれば正解となる。ラジオネームは空欄のため面白い名前を入れてボケることができる。

あと1つは何リーグ
2025年7月7日放送分のエクストラステージで初登場。あるグループに当てはまる項目が列挙されていき、それに当てはまるあと1つの正解を早押し解答する。2人1チームで正解すれば次の人に勝ち抜け。間違えるとその問題の解答権が無くなる。全員が勝ち抜けたチームから商品を獲得。

算算パニック
2025年7月14日放送分のエクストラステージで初登場。レギュラーコーナー「漢漢パニック」計算バージョン。上から落下するダイヤモンドに書かれた数字を計算して口頭で回答する。最初の1問は「7」「+8」のように2個落下し、2問目以降は「+39」や「-22」と1つのみ落下し、1問前に計算結果に足し続ける。後半では「÷5」や「×(-15)」といった掛け算・割り算や負の数も登場する。落下中の好きな問題から解答できる「漢漢パニック」とは異なり、必ず一番下の問題から順番に正解しなければならない。溶岩に触れて爆発した場合は脱落となり、その計算結果を教えられ次の問題に移動する。問題は全20問で前半15問は制限時間が20秒、後半5問はハードモードで制限時間が10秒となる。最終問題に正解すれば賞品獲得。

## 特別版
2013年2月までのSPは、『芸能界超常識王決定戦』『ネプ大リーグ』『ネプリーグGP』などと内容に合わせて番組名が変わっていたが、2013年3月以降のSPは、『ネプリーグSP』に統一された（FNSの日枠内での特番を除く）。

### 芸能界超常識王決定戦スペシャル
2012年10月まで毎年改編期（3月・10月・12月）やゴールデンウィークなどに、放送時間を2時間・2時間30分・3時間・3時間30分に拡大した特番「芸能界超常識王決定戦」が放送されていた。
ネプチューンチーム+ゲスト2チームをAブロック、ゲスト3チームをBブロックとし、各ブロックで予選ステージの3つのステージの合計得点の高かった上位1チームずつが決勝ステージ進出。決勝ステージで勝った方が賞金500万円（第1回は850万円、第21回は最高500万円のハイパートロッコアドベンチャー挑戦権）を獲得。ただし、フジテレビアナウンサーが優勝賞金を獲得した場合はFNSチャリティーキャンペーンに寄付される。2011年3月11日に起こった東日本大震災後の第25回では賞金そのものがなく、優勝トロフィーが授与された。第26回から賞金は100万円に減額された。
予選ステージ終了時点で、最高得点のチームが複数いる場合は、レギュラー放送と同様に、そのチームだけで「ファイブボンバー サドンデス」による同点決勝。各チーム1問ずつ「ファイブボンバー」に答え、単独最高得点チームが決まるまで続行する（3チームのサドンデスを行い、2チームが最高得点で同点、残り1チームが単独最下位となった場合、その時点で単独最下位のチームは敗退となる）。
その後はスペシャルの増加に伴い、特番でも2 - 4チームによる通常の対決が行われるようになり、これらの放送は終了した。
予選ステージ
ブロックごとに内容が異なる3 - 6ステージで実施。第1ステージは『ファイブリーグ』、予選最終ステージは全ブロック共通で『ファイブボンバー』で固定されている（放送時間によって、2問または3問挑戦となる）。その間のステージは『ブレインタワー』シリーズや『ファイブツアーズ』シリーズ、『ファイブペア』『リバースクロック』『10ブロック』『ネプレール』『パイレーツアタック』などが行われる。
決勝ステージ
2005年2月15日、5月2日、10月3日放送分
「ファイブリーグ サドンデス」。本戦のファイブリーグと同じだが、それぞれのブロックの優勝チームが同時に問題に挑戦。どちらかのチームが間違えるまで続けるサドンデス方式。

2005年12月29日以降の放送分
早押しクイズで、Aブロック勝利チーム対Bブロック勝利チームの戦いとなる。キャプテンから始まる1対1の戦いで、正解すれば次のメンバーに交替。間違えれば解答権は相手チームに移動。相手チームも間違えた場合は問題を変え仕切り直し。先に5人全員抜けたチームが勝利チームとなり、賞金獲得。

2010年1月2日放送分
従来の決勝ステージの代わりとして、優勝チームがボーナスステージ「ハイパートロッコアドベンチャー」に挑戦。基本ルールは、レギュラー放送の「トロッコアドベンチャー」と同じだが、問題数は2倍の10問で、1問正解する度に賞金（第1問 - 第3問・10万円（10万円→20万円→30万円）、第4問 - 第6問・20万円（50万円→70万円→90万円）、第7問 - 第9問・50万円（140万円→190万円→240万円）、最終問題・260万円（500万円））が加算される。10問連続正解で、合計500万円の賞金獲得となる。ゲームオーバーになっても正解した問題までの賞金を獲得できる。

#### オープニングクイズ
2007年3月26日放送分から新設。メンバー紹介やウォーミングアップを兼ねており、クリアできれば全員に賞金1万円贈られる。原則、挑戦できるのは1回のみ（ワールドクルーズのみ2回）。
ウォーミングアップ○×クイズ
6チーム30人全員に対して○×クイズを出題。各自、両面が赤い○か青い×のパネルを挙げて答える。5問連続で30人全員が正解出来れば、賞金30万円を獲得。1人でも間違えた時点で終了。

30ボンバー
正解が30個以上在る問題（日本の都道府県名47個中30個を答える問題）を出題。1人1個口頭で解答する。30人全員が制限時間90秒以内に正解できれば、賞金30万円を獲得。「ファイブボンバー」同様、誤答しても答え直しができるが、途中で答えられずに制限時間を使い切ると終了。

30ブレインタワー
基本ルールは通常のブレインタワーと同じで、30人連続で正解し、30階建てタワーの屋上に到達すると賞金30万円を獲得。1人でも間違え、エレベーターが急降下した時点で終了。

イングリッシュフィーバー
1人ずつ、5秒以内にスロットマシンで止まった日本語の単語を英訳する。30人連続で正解し、フィーバー達成すると賞金30万円を獲得。1人でも間違えた時点で終了。基本ルールは通常のイングリッシュブレインタワーと同じ。

30フィーバー
1人ずつ、3秒以内にスロットマシンで止まったものが、「たべる（食べる）」「のむ（飲む）」「つける（付ける、点けるなど）」のどれに当てはまるかを答える。30人連続で正解すると賞金30万円を獲得。1人でも間違えた時点で終了（スポーツチームの元木大介がスケジュールの関係で遅刻した為、同じスポーツチームキャプテンの板東英二がアンカーで2問連続で答えた）。

ワールドクルーズ
1人ずつ、5秒以内に写真の名所や名物がある国の名前（または都道府県の名前）を答える。全問正解すると1人1万円ずつ賞金を獲得。1人でも間違えた時点で終了。このクイズは、国名を答える世界編と都道府県名を答える日本編の2回戦実施。2010年のFNSの日26時間テレビ2010 超笑顔パレード 絆 爆笑!お台場合宿!!ではネプチューンチームとヘキサゴンチームの2チーム15名で2周（30問連続正解）でクリア。

30チューン
ランダムに指名された順番で1人ずつ、5秒以内に流れている曲の歌手を答える。ファイブチューンでは80年代から90年代の曲から出題されるが、これについては2000年代にも出題される。30問すべてクリアすれば賞金30万円を獲得。3人間違えた時点で終了。

ブレインスタジアム
1人ずつ、5秒以内にスポーツで使われている道具や代表的な選手をスポーツ名を答える。30人連続で正解すると賞金30万円を獲得。1人でも間違えた時点で終了。

ナンバーズゲート
1人ずつ、15秒以内に数字で答える常識問題をタッチパネルで解答する。全員が連続で正解すると1人1万円ずつ賞金を獲得。1人でも間違えた時点で終了。

東大入試 漢字テスト
東京大学の入試問題で実際に出題された、漢字の書き取り問題を全員に対して出題。各自、10秒以内にモニターに記述して答える。間違えるとその時点で脱落。5問出題され、全問正解した人が最も多かったチームが賞金5万円を獲得。

#### 特殊な形態での放送
事務所対抗芸能界超常識王決定戦（2006年5月1日放送分）
浅井企画、太田プロ、吉本興業、ワタナベエンターテイメント（ネプチューンチーム）の芸能事務所4社の所属芸能人チームに、フジテレビ社員で構成された「フジテレビチーム（アナウンサーチーム）」、弁護士や政治家などの「先生チーム」を加えた6チーム対抗戦。

芸能界超常識王決定戦（2010年1月2日放送分）
ネプチューンチーム、嵐チーム、クイズマスターズチームの3チーム対抗戦。決勝ステージではなく、最高賞金500万円を獲得できるボーナスステージ「ハイパートロッコアドベンチャー」進出を賭けて争った。

ネプリーグハイパー 最強常識王頂上決戦（2012年3月26日放送分）
『ネプリーグGP』のハイパーリーグをベースとしたクイズ形式で実施し、難易度・プレッシャーが上昇したステージに挑む。ネプチューンチームとゲストチームのAブロック・ゲストチーム2組のBブロック2チームずつの、4チーム対抗戦。

名門大学対抗常識王決定戦（2012年10月1日放送分）
早稲田大学、慶應義塾大学、東京大学、青山学院大学、日本大学の5大学のOB・OG・現役有名人チームに、ネプチューンチーム（助っ人は横浜国立大学出身の福田萌と、立命館大学出身のサバンナ・高橋茂雄）の6チーム対抗戦。なお、この回より番組演出が遊園地を基調にしたものに大きく変更され、CG合成の量が増えた。この回を最後に芸能界超常識王決定戦は事実上終了した。

### ネプ大リーグ
超常識王決定戦とは異なる形式の特番。第3回のみ「ガチネプ」として放送。前半部分は通常の「ネプリーグ」を放送し、後半部分はレギュラー放送とは異なるクイズ・ゲーム企画（一部深夜時代の企画も再登場）や「衝撃!!超人キッズ劇場」という構成で放送された。また、ミニコーナーとして扮装した堀内がゲストの元へ出向く企画も行われた。
「ネプリーグ」拡大版
基本的にはレギュラー放送回の「ネプリーグ」と同じだが、回によっては5ステージ勝負であり、その場合は「ブレインタワー(orイングリッシュブレインタワー)」→「ファイブツアーズ（ジェットorバギー）」→「ファイブリーグ」→「トラップハウス」→「ファイブボンバー」。またテロップも、放送時期に合わせて若干装飾が施されている。

WORLD STAR IN JAPAN
ネプチューン VS ゲストチームの3対3。「ガチネプ」では、ネプチューン＋ゲスト3人の個人戦。
海外の有名人（俳優等）を、日本の有名人で例えると誰に相当するのかを一般人1000人にアンケート。そのベスト5に入った有名人をモニターへの記述式で解答する。
ベスト5に入った有名人を答えていれば、順位に応じたポイントが加算される（1位→50P、2位→40P、3位→30P、4位→20P、5位→10P）。3人の合計点が多かったチームの勝利。

Let's Study J-POP English
ネプチューンチーム（名倉・泰造+ゲスト） VS ゲストチームの対戦。堀内は、正解VTRで登場。
問題VTRで流れた曲中の指定された英語部分を正しく和訳し、モニターへの記述式で解答はする。1人正解につき10ポイント獲得。なお正誤判定は、番組独自の基準で判定（一字一句当たっていなくても、大筋の意味が合致していれば正解として扱われた）。
例題にははっぱ隊の楽曲『YATTA!』（HAPPY→幸せ）が使用されていた。
正解VTRでは、出題アーティストに扮した堀内がモノマネをしながら、該当の英語部分を日本語で歌って発表。また、曲によっては歌っていた本人が登場することもある。「ネプ大リーグ」では、問題は1チームずつ交互に出題され、ネプチューンチームには最新ヒット曲から、ゲストチームには懐かしのヒット曲から、それぞれ出題された。4人の合計ポイントが多かったチームの勝利。
第3回のみ、勝利チームには賞金10万円。

メールキング
ネプチューンチーム（堀内・泰造） VS ゲストチームの対戦。メインスタジオは伊藤が、別スタジオは名倉が、それぞれ進行役。
メインスタジオに控える4人は、別スタジオにいる審査員から送信された携帯メールに対して、相手のハートを引く様なメールを返信する。
別スタジオでは、名倉の進行で、4人のメールを女性タレント5人が審査。ベストメールとワーストメールを決定する。
メールは匿名化されており、A・B・C・Dに置き換わっている。
最後に、総合的にA - Dの中で最も良いメールを返信した「メールキング」は誰であったかを5人で審査。「メールキング」に選ばれた人は、審査員のメールアドレスを獲得。また、「メールキング」がいるチームの勝利となる。

プレッシャーレポートショー
ネプチューンチーム（第1回は堀内・泰造、第2回はゲスト1人が加わる） VS ゲストチームの対戦。名倉は伊藤と共に進行役。伊藤も顔出し状態で進行。1対1の対戦。ネプチューンチームは1人2回ずつ（第2回は1人1回ずつ）、ゲストチームは1人1回ずつ出場。1人ずつ、何をレポートするか知らされていない状態で、自分でドアを開けた瞬間から1分間、部屋の中にあった物をレポートする。レポートの対象物は両者共通。
両者のレポートが終わったら、3人の審査員が多数決で判定。全3 - 4回戦行って、より多く勝利した方の勝ち。

頭脳系大食いバトル スリーネプ
ネプチューン VS ゲストチームの対戦。伊藤は「スリーネプ店長」として顔出し状態で進行。
コンビニにある商品でしりとりをしながらリレー形式で食べていく。
制限時間は30分 品数をより多く食べたチームの勝利
また、「ごちそうさま」と言った時点で完食となる。

イタセンキング
男性有名人10人（ネプチューン+ゲスト）による個人戦。中野美奈子が進行役。
予め10人に対して、人間性や恋愛観など、センスが問われる質問を出題。
次に、匿名化された状態で自分以外の9人の回答を見て、センスが無いと思った回答に、手持ちの2票を投じる。
投票結果は、スタジオで発表。投じられた票が少なかった回答から順番に発表され、1票でも自分の回答に投じられていた人は、その票数と同数のマイナスポイントが与えられる。
最終的にマイナスポイントが最も多かった人が、イタいセンスの持ち主「イタセンキング」となる。

メルトモドボン!
堀内チーム（堀内+ゲスト）VS 泰造チーム（泰造+ゲスト）の3対3。名倉は進行役。
リストアップされた10人の有名人の中から、ゲストのメル友であると思われる人物を1人ずつ交互に選んでいく。
10人中3人は、実際はメル友ではなく、その人物を選ぶと不正解。炭酸ガスが浴びせられる。
先に2人、不正解の人物を選んだチームの負け。
勝利チームには、賞金10万円。

衝撃!!超人キッズ劇場→ネプキッズリーグ
非凡な才能を持った子供たちが、ドッキリやクイズ対決など様々な趣向で、有名人の前でその特技を披露する。
好評だった事から後に独立し、単独の2時間特番や2011年の「27時間テレビ（めちゃイケベース）」の企画として放送された。
また、当時小学生だった竹俣紅が出演し、女流棋士となった後に2017年5月22日放送に再びネプリーグ本編に出演した。

他人寿司
ネプチューンとお客様ゲストが、番組が隠し撮りしているお任せゲストが食べたのと同じ順番・同じ食べ方で寿司・汁物を食べていき、最後にお任せゲストが食べるのは何かを当てる。不正解の場合はお任せゲスト（+マネージャー）の分を含む全員分の勘定を全額自腹で支払う（不正解者全員で割り勘）。お任せゲストには撮影していることを伏せている。

アニマルチューン
芸能人による動物の吹き替えや、「世界ウルルン滞在記」パロディで谷田部俊（我が家）が密着した「サルルン滞在記」を放送した。

### ネプリーグ GP
2011年2月7日放送分から実施された2時間特番。
1回の放送で2回戦放送されるが、通常形式の「ネプリーグ（超常識リーグ）」だけでなく、エンターテイメント分野から出題される「エンタリーグ」、流行やブランド、芸能などの日常にまつわる知識”日常識”から出題される「身のまわリーグ」、問題の難易度がアップしている「インテリーグ（ハイパーリーグ・ネプリーグハイパー）」、3チーム対抗戦の「三つ巴リーグ」、など様々な形式で行われ、各ステージの内容もそれらの形式に沿ってアレンジされていた。

### 春期・夏期・秋期・冬期講習スペシャル
2013年から不定期に行われている総集編。有名人が間違えた恥ずかしい解答をステージ毎(振り返るクイズステージは回によって異なる)に振り返っていく。問題に寄っては林・村瀬の新撮の解説が挟まる。そして、途中で新たに撮影されたクイズパートが挟まることがあり、ネプチューン・村瀬の出題チームvs林の対決が行われる。（回によってはネプチューン・ゲストが協力する形式やQuizKnockvs林修(ネプチューンは林の応援に回る)が行われる場合もある。）

### ネプリーグパーフェクトワールド
2020年5月11日・18日に放送された、新型コロナウイルスによる収録の変化に伴う特別編。1コーナーにつきネプチューン2人とゲスト2人が参加し、視聴者プレゼントを賭けて1人でクリアを目指す。
待機中は飛行機の座席に座っており、ゲーム挑戦者はCGで座席が発射され挑戦席に着くという演出となっている。また、合間にはこれまでのネプリーグの中からパーフェクトに王手をかけたシーンなどの総集編が放送される。
イングリッシュブレインタワー・ソロ（イングリッシュブレインクロック）
2020年5月11日放送分で登場。1人で中学校で習う英単語を和訳する。全10問正解でクリアとなるが、1問でも間違えてしまうとその時点でゲームオーバー。3回の挑戦で1人でもクリアできれば解答者と視聴者のプレゼントを獲得。

パーセントバルーントライアル
2020年5月11日放送分で登場。4人による挑戦。最終的に風船が残れば、残った風船の数と同数分視聴者プレゼント獲得となる。

ブレインファクトリー（ブレインタワー・ソロ）
2020年5月18日放送分で登場。ブレインタワーの1人版。10問正解でクリアとなるが、1問でも間違えるとその時点でゲームオーバー。3回の挑戦で1人でもクリアできれば解答者と視聴者のプレゼント獲得。

日本語ツアーズバイク
2020年5月18日放送分で登場。小中学生で習う言葉の読み書きを答え、全8問を1人でクリアする事を目指す。3回の挑戦で1人でもクリアできれば解答者と視聴者のプレゼントを獲得。

### ネプハイスクールリーグ
2020年8月17日放送分に行われた企画。
コンプリーグ
問題の1番から4番までを順番に答える。1人正解で1ポイント、1人目から4人目まで全て正解すれば4ポイント獲得。合計7問行う。

漢字ウォール
例えば、部首がごんべんの漢字を3校が順番に解答し、時間内に解答できなかったチームが脱落。制限時間は30秒。3回戦行うが、ポイント差で逆転不可能になった場合は打ち切りとなる。1問につき最初に脱落したチームが0ポイント、次に脱落したチームが10ポイント、最後まで生き残ったチームが20ポイント獲得。また、このステージは林修が単独で参加し、林が答えた漢字は他チームは使用できなくなる。

ソロボンバー
決勝ステージにて登場。基本的な仕組みは前述の「ラリーボンバー（シボリーグ）」と変わらないが、ルールは初期とほぼ同じルールで行われ、先に2勝したチームが優勝というルールで行われた。

### ネプアップデートリーグ
2021年3月22日放送分から不定期で行われていた企画。番組名も｢ネプアップデートリーグ｣となり、2時間SPになることが多い。「令和の常識をアップデートする」というコンセプトの元、解答者全員が1チームとして協力。各ステージでコインを獲得し、ボーナスステージクリアを目指す。
令ワードフィーバー
「キキミミフィーバー」の派生版。令和の常識に関わる3択クイズを2021年3月22日放送分では3人、2021年7月19日放送分では5人で挑戦し、全員が正解ならコインを1枚もしくは3枚獲得（2021年7月19日放送分）。1人でも不正解だとコインは獲得できない。2021年7月19日放送分では、一部SEが変更された。

イレブンコード
「ハイパーボンバー」の派生版。11本のコードのうち『Instagramの写真で1番いいね数が少ない人』や『メルカリでまだ売れ残っている商品』などのお題で指示された、1本だけある不正解のもののコード以外を全て切るゲーム。正解のコードを1本切る毎にコイン3枚(スペシャルでは1枚、2021年10月18日放送分では5枚)獲得。爆弾についている11本のコードのうち不正解の1本を除く10本すべてのコードを切ることができればクリアとなるが、不正解のコードを切ると、その時点で爆弾が爆発し「GAME OVER」となる。切る順番はハイパーボンバーと同じように5枠が切った後は折り返して順番に切っていく。
後に2021年5月10日の放送回からは通常版でも登場するようになった（前述）。

キャスティングミュージアム
「ナイスキャスティング」の派生版。『絵本の主人公』や『新1万円札』をなどの一般人が考えたキャスティングを5人が1人1つずつ予想する。1人につき1位を当てればコイン6枚（2021年10月18日放送分では10枚）、2位 - 5位を当たればコインを3枚（2021年10月18日放送分では5枚）獲得（参考として6位 - 10位も発表されるが当ててもコインはもらえない）。
後に2022年5月16日の放送回からは通常版でも登場するようになった（前述）。

プライスリーグアップデート
「プライスリーグ」の派生版。様々な物の値段を答える。正解をピッタリ当てることができればコインを10枚獲得。ただし回答者（2021年10月18日放送では4人）の中で最も正解と離れていた人の回答の誤差の分コインが減少する。

ドンピシャクルーズ
「パーセントバルーン」の派生版。曖昧な言葉に当てはまる時間や個数を予想して解答。誤差の分だけ今までに獲得したコインを没収されるが、ピッタリ当てることができれば、『ドンピシャボーナス』としてコインが3枚追加される。2回戦行い、コインを1枚でも残せばボーナスステージに進出できる。

テンリーグ
ボーナスステージとして行われるゲーム。ルールは通常のテンリーグとして行われ、残ったコイン5枚につき1回挑戦できる。1問でも正解できれば高級名産品獲得。

ダレコレチャレンジ
2021年7月19日放送分で登場したボーナスステージ。子供が描いた有名人の絵を予想して、10人全員が正解すれば高級名産品を獲得できる。このステージにはコインを1枚でも残すことができれば進出できるが、子供の絵は残ったコイン3枚（2021年10月18日放送分では5枚）につき1枚見ることができる。
エクストラステージで「ダレコレチャレンジ・アゲイン」として再度チャレンジできる場合がある。この場合、子供の絵は残ったコインの枚数にかかわらず10枚見ることができる。

### その他企画
フカボリーグ
2021年12月6日放送分から不定期に行われる企画。当初はネプチューンとゲストを合わせた10人による団体・個人戦だったが、2022年3月14日以降は、名倉、堀内、泰造をキャプテンとする3チーム対抗戦となっている。
「東京大学」「東京メトロ」などある1ジャンルに関するスペシャリストが出演。テーマに関するマニアックで深い知識が問われる3択問題が出題。
個人戦では、正解者1人につき賞金1万円積立。数問行い積立金を決定する。ラストは「サバイバルモード」に突入。不正解者は即脱落となり、2問連続で正解できた解答者で先ほどの積立金を山分けすることができる。このシステムは2021年12月6日のみ実施された。
3チーム対抗戦となってからは賞金システムはなく、正解数が多いチームが優勝となる。

ファイブリーグチャレンジ
2023年7月24日放送分にて実施。ファイブリーグ形式で答えが1文字から5文字までの常識クイズに挑む。最初はチャレンジャー1人で1文字クイズに挑戦するが、正解するごとに答えとなる文字数が増えていくため、チャレンジャーは問題テーマを聞いた後モニタールームで待機しているネプチューン・林修・ゲストからなるブレーンの中からそのテーマが得意そうな人を足りない人数分指名してクイズに挑む。その際、モニタールームと通信が可能。2枠以降のブレーンが座る順番は自由だが、チャレンジャーは1枠固定。1問ごとにチャレンジャーはブレーンを入れ替えることが出来る。最終的に5人で5文字クイズをクリアすればチャレンジ成功、チャレンジャーが「今一番欲しいもの」を獲得できる。ブレーンは成功失敗限らず何も貰うことは出来ない。ただし、通常ファイブリーグと同じくチャレンジャー・指名されたブレーンのいずれかが一度でも間違えたら即チャレンジ失敗となる。チャンスは2回。

ネプトラベル
2023年11月7日放送分で実施。ネプチューン・林修・ゲストが1チームとなり、観光地に関する常識クイズに挑む。3つのステージでの合計獲得ポイントに応じて、最後のトロッコに乗車できる人数が決まる。
2024年1月15日放送分からは2チーム対抗戦のスタイルで行われ、同年7月8日放送分からは通常放送で行われるステージも加わった。

クイックネプリーグ
2023年12月4日放送分・2024年6月10日放送分で実施。SP回で放送される時は後半パートで行われる。ネプチューン・林修・ゲストが1チームとなり、1年（半年）の事柄に関する常識クイズに挑む。問題は制限時間15秒の筆記で、1組正解するごとに1万円加算、全組正解するとボーナス5万円を含む10万円を加算、全組不正解だとペナルティとして10万円没収となる（10万円未満で全組不正解だった場合は0円のまま）。全問終了時点で加算された賞金を全員（ペアは山分け分を折半、トリオは山分け分をさらに3等分）で山分け出来る。判定は通常回と異なり、きちんと表記通り書かないと不正解と判定される。
2024年9月2日放送分のSPからはレギュラー向けにアレンジした「サカノボリーグ」として登場するようになった（後述）。

不動産リーグ
2024年2月26日で実施。

## 『FNSの日』内スペシャル
『FNSの日』内の特番『27時間テレビ』内のコーナーとして放送されたもの。2020年から2022年までの3年間は番組自体がなくなり、新人アナの自己紹介がこの番組でお披露目となった。
2023年以降は『27時間テレビ』が復活したが、ネプリーグに宣伝も兼ねて『27時間テレビ』の出演者が参戦する形式になっている。

### アイドルVS芸人 非常識はびしょ濡れ!! 朝まで!ネプリーグ 26時間SP
FNS26時間テレビ 国民的なおもしろさ!史上最大!!真夏のクイズ祭り 26時間ぶっ通しスペシャル。
- 出場チーム

芸人チーム：ネプチューン、アンガールズ、蛭子能収、上島竜兵、次長課長、品川庄司、青木さやか、友近ほか
アイドルチーム：中居正広、MEGUMI、杏さゆり、大沢あかね、夏川純、若槻千夏、森下千里、浜口順子、時東ぁみ、安めぐみ、有賀さつき、中川翔子、インリン・オブ・ジョイトイ、丸居沙矢香ほか
進行：伊藤利尋、高島彩。普段は天の声として出演する伊藤が、このSPに限り高島とともに顔出しで進行役となる。問題のナレーションの声は事前に収録済み。
ファイブリーグによる対戦。双方1回ずつ挑戦して連続正解数が多かったチームの勝利。1ラウンドごとに負けたチームの解答席が傾いて、滑り台で熱湯（という体裁のプール）に落とされる罰ゲームを受ける。正解数が同じだった場合は延長戦に突入し、両チームが同じ問題に挑戦。ここで両チーム共不正解だった場合はドローで、両方プールに落とされる。結果→5戦行って4-0（1ラウンド、サドンデス→両者不正解でドロー）で芸人チームの勝利。勝利チームに賞金100万円。1枠は、芸人チームはネプチューンの中から1人が、アイドルチームは中居で固定。
当生放送中に、直前の『さんま・中居の今夜も眠れない』に出演した明石家さんまが河童のコスプレをして乱入した。

### 超常識“なまか”決定戦ネプリーグVS西遊記VSHEROスペシャル
FNS27時間テレビ みんな“なまか”だっ!ウッキー!ハッピー!西遊記!#ネプリーグ “なまか”対抗スペシャルとして生放送された。
- 出場チーム

ネプチューンチーム：ネプチューン、ビビる大木、中川翔子
西遊記チーム：孫悟空（香取慎吾）、三蔵法師（深津絵里）、沙悟浄（内村光良）、凛凛（水川あさみ）、老子（大倉孝二）
HEROチーム：木村拓哉、松たか子、勝村政信、小日向文世、八嶋智人
進行：高島彩（フジテレビアナウンサー）。
ファイブリーグ、ブレインタワー、ファイブボンバーの3つのステージの合計点で争われた。
結果→ネプチューンチーム120点、西遊記チーム120点、HEROチーム130点。27時間テレビ全体の瞬間最高視聴率22.7%を記録した。

### さんまinネプリーグ
2008年7月27日に生放送で行われた。
- 出場チーム

ネプチューンチーム：ネプチューン、にしおかすみこ、山本高広
ひょうきんオールスターズ：明石家さんま、片岡鶴太郎、山田邦子、太平サブロー、島崎俊郎
2007年同様、ファイブリーグ、ブレインタワー、ファイブボンバーの3つのステージの合計点で争われた。
結果→ネプチューンチーム70点、ひょうきんオールスターズ80点、勝利チームに賞金100万円。

### ネプリーグVSヘキサゴン（2009年）
2009年7月25日に生放送で行われた。クイズ!ヘキサゴンIIチームとの対決。
- 出場チーム

ネプチューンチーム：ネプチューン、ゴルゴ松本、ビビる大木
ヘキサゴンチーム:島田紳助、田中卓志、元木大介、辻希美、山田親太朗、ラサール石井、渡辺正行、Pabo
このコーナーが行われる前に、番組で23名のヘキサゴンファミリーが、ネプリーグを含めた26時間テレビのどのコーナーに出演するかを、ヘキサゴンの早押しクイズによって決める形式で決めていた。ヘキサゴンチームの当初の出演者は、紳助以外に田中、元木、辻、山田の4人を含む5人であったが、あまりにも実力に差があるという事で、後からラサール、渡辺、Paboの5人を追加し10人となり、その中から紳助がステージごとに紳助以外の4人を選んでいた。2007年、2008年同様、ファイブリーグ、ブレインタワー、ファイブボンバーの3つのステージの合計点で争われた。
結果→ネプチューンチーム130点、ヘキサゴンチーム120点、勝利チームに豪華スウィートルーム宿泊券。ヘキサゴンチームが負けた場合は、畳部屋の休憩所で1晩を過ごす罰ゲーム付き。

### ネプリーグVSヘキサゴン（2010年）
2010年7月24日に生放送で行われた。昨年同様ヘキサゴンチームとの対決。
- 出場チーム

ネプチューンチーム：ネプチューン、レッド吉田、ビビる大木
ヘキサゴンチーム:島田紳助、ラサール石井、元木大介、崎本大海、上地雄輔、原西孝幸、品川祐、Pabo
今回のヘキサゴンチームの当初の出演者は、紳助、ラサール、元木、崎本、里田の5人だったが、賭け（ヘキサゴンチーム勝利の場合、名倉が24時間駅伝の1区間を伴走）に勝利するため補強をしたメンバーで挑んだ。その中から紳助がステージごとに紳助以外の4人を選んでいた。例年の、ファイブリーグ、ブレインタワー、ファイブボンバーの3ステージ勝負に加え、今年はFNSの日スペシャルでは初めてとなるオープニングクイズ（ワールドクルーズ。2チーム10人で3周（30問連続正解）できれば全員にボーナス賞金1万円）が行われた。
結果→ネプチューンチーム160点、ヘキサゴンチーム140点。ワールドクルーズは3回挑戦し、3回とも失敗。両チームが同点で終了した場合はサドンデス無しで、ヘキサゴンチームの勝利となる取り決めになっていた。
2011年の「27時間テレビ」では従来の対抗戦ではなく、派生企画「ネプキッズリーグ」を放送した。めちゃイケメンバーも参加した。

### ネプリーグ いいとも!レギュラー入れ替え戦SP（2012年）
2012年7月22日に生放送で行われた。若手時代『笑っていいとも!』のレギュラー入りを賭けたトライアウトに落ちたネプチューン及びくりぃむしちゅーと、現在のいいともレギュラーとの入れ替え戦を実施。
- 出場チーム（出場メンバーは、レギュラー歴の長い順で記載）

いいとも!タモリチーム：タモリ、関根勤、バナナマン、三ツ矢雄二
いいとも!中堅レギュラーチーム：中居正広、さまぁ〜ず、劇団ひとり、千原ジュニア
いいとも!若手レギュラーチーム：香取慎吾、タカアンドトシ、ピース
いいとも!女性レギュラーチーム：柳原可奈子、ベッキー、渡辺直美、指原莉乃、ローラ
いいとも!レギュラーになりたかったチーム：ネプチューン、くりぃむしちゅー
出演者の秘蔵映像に纏わる常識クイズを、ファイブリーグ形式で出題（出題されたのは、タモリーグ（タモリ）、スマリーグ（中居・香取）、バナナリーグ（バナナマン設楽）、ネプリーグ（ネプチューン）の4組）。5チーム同時に解答して、1問正解につき10ポイント獲得。最終的に最下位のチームが、いいともレギュラーを剥奪される。
結果→タモリチーム 40点、中堅チーム 50点、若手チーム 50点、女性チーム 20点、ネプ&くりぃむチーム 60点
女性チームが最下位となったが、レギュラー残留の最後のチャンスとして、「トロッコアドベンチャー」5問連続正解に挑戦。タモリに纏わる4問に全て正解した後、最終問題「タモリが喜ぶ このあとの正解は?」（←熱湯に落ちて面白くCM、熱湯に落ちず面白くなくCM→）で、熱湯に落ちる側（←）を選び、バラエティ番組上のお約束（正解）を選んだという事で5問連続正解達成、女性チームもレギュラー残留となった。しかし、正解した後は突然熱湯が出現し、トロッコも突然滑り台に変形して5人はそのまま熱湯に落とされる羽目になった。5人が熱湯に落とされた直後、名倉・堀内が熱湯の前に揉める様子を泰造が押し倒し2人を熱湯に落とした直後、堀内と泰造は5人以外の出演者を巴投げし熱湯に落とす流れになり、最後は伊藤アナが勝敗を伝える最中に堀内がネクタイを掴み、伊藤アナを熱湯に落とし、そのままCMに入りコーナーが終了。

### 林修先生からの挑戦状! ネプリーグ 真夏の女子アナセンター試験（2016年）
「FNS27時間テレビ」において2016年7月24日午前に生放送で行われた。女性フリーアナウンサー6名（馬場典子、丸岡いずみ、上田まりえ、高橋真麻、本田朋子、岡副麻希）と事前テストで選出されたFNS系列各局の女性アナウンサー14名、加えて女装した名倉（ナグラット潤子名義で、設定上は「タイ国際放送」のアナウンサー）の計21名が、林修出題のアナウンサーなら正解しないと恥ずかしい常識問題・漢字テストに挑む。
今回は完全個人戦で実施され、最終問題終了時点で最も点数の高かった者（同点の場合は事前テストの点数が高かった方が上位）がセンターとなる。
なお堀内・泰造は解答には参加せずMCに専念し、普段は天の声として出演する佐野も顔出しで進行役を務めた（出題ナレーションの声は事前に収録済み）。
出題内容
- 第1科目「小学校・中学校の教科書に出てくる超常識問題」教科書に出てくる単語を穴埋め形式で答える。1問10点。
- 第2科目「2016年のニュースで一度は見た・読んだ超常識問題」ニュースを読み上げる形式で2016年にあった出来事の穴埋めを行う。この時点の得点最下位から1人1問ずつ挑戦。1問10点
- 第3科目「アナウンサーなら出来て当然の日本語テスト」よく使われる単語の使い方が合っているかどうかを○×で答える。1問20点。
- 最終科目「林先生厳選!漢字テスト」林が選んだ難問漢字の読み・書きを答える。1問30点、後半からは1問50点。

結果は馬場典子（元・日本テレビ）がセンターとなりマントとティアラが授与。一方、最下位となった正木麻由（高知さんさんテレビ）には泰造から気合の注入として『おネプ!』で行われていた「ネプ投げ」が執行された（当時同様、堀内によるお告げも行った）。
その後もネプリーグSPにおいて、対象を女性芸能人に広げた「インテリ芸能人 常識ランキング決定戦」として不定期に開催されていた。

## お台場 夏イベントのネプリーグ体験コーナー
ゴールデン放送開始の2005年から2018年まで、夏休みに開催されるお台場冒険王・お台場合衆国・お台場新大陸・お台場夢大陸にて、ネプリーグの体験コーナーが開催されていた。
2005年はフジテレビ1Fの広場にて、複数の番組のイベントのうちの1つとして開催される程度であったが、2006年はネプリーグのコーナーが単独で設置されるようになった。2007年になると場所を冒険ランドに移転するなど、コーナーの規模もさらに大きくなった。また、2009年のお台場合衆国ではドラゴンクエストとコラボを行い「ネプリーグ×ドラゴンクエスト 超常識クイズコロシアム」として、トロッコアドベンチャーやファイブツアーズなどにドラゴンクエストのモンスターやBGMが使用された。
2009年以降は合衆国スタジアムにて特設ブースで開催していた（2011年のみフジテレビ本社22Fでの開催）。
なお、2008年にはこのイベントは行われず、ファイブリーグ形式の5文字で答える問題が、冒険ランドのどこかの看板に掲載される程度であった。また、2016年・2017年はブース自体催されなかった。
ファイブリーグ（2005 - 2007年、2010年）
制限時間30秒と決まっている。1セット3 - 5問挑戦できる。
ファイブツアーズジェット（2007年・2009年・2010年）
各ステージに応じて席が用意。1人用ブースであり、10問全てクリアするか、1問の読みを制限時間内に答えられずにタイムオーバーとなった時点で終了。10問連続正解すると常識人認定証をもらえる。
ハイパーツアーズジェット（2010年）
30問全てクリアするか、1問の読みを制限時間内に答えられずにタイムオーバーとなった時点で終了。1問でも正解すれば、常識人認定証をもらえる。
ファイブツアーズバギー（2009年 - 2011年）
通常放送と同一ルール。
トラップハウス（2009年 - 2011年）
通常放送と同一ルール。ただし、2010年のみ全7問構成。
トロッコアドベンチャー（2007年・2011年・2015年・2018年）
ルールは全く同じであるが、トロッコの大きさが小さく、通常放送のように横に5人ではなく、縦に5人並んで挑戦する。5問連続正解すると、常識人認定証をもらえる。最終問題以外では、不正解の答えの方向に移動すると、ヒヨコの鳴き声で知らせてくれる場合もある。クリア時のテロップはトラップハウスの「CLEARED」が使われている。
2013年では「トロッコ予備校」として東進ハイスクール講師陣が厳選した問題に挑戦する形式で行われた。
パーセントバルーン（2014年・2018年）
タブレットを利用して1人ずつ挑戦。1人で5問挑戦する。参加者にはステッカーがプレゼントされる。2014年ではMicrosoft Surface Pro 3の全面協力で行われた。